# فهرست خورشیدگرفتگی‌های سده ۱۲ (پیش از میلاد)
این فهرست شامل خورشیدگرفتگی‌های قرن دوازدهم پیش از میلاد است که در طی دورهٔ سال ۱۲۰۰ پیش از میلاد تا ۱۱۰۱ پیش از میلاد روی داده‌اند. در این دوره، ۲۵۲ خورشیدگرفتگی رخ داد که ۹۳ مورد آن خورشیدگرفتگی جزئی، ۸۹ مورد خورشیدگرفتگی حلقه‌ای، ۶۳ خورشیدگرفتگی کامل و ۷ مورد نیز از نوع خورشیدگرفتگی مرکب بود.
| تاریخ           | زمان بزرگترین گرفت | چرخهٔ ساروس | نوع    | قدر    | مدت زمان            | مکان                                            | مسیر گرفتگی            | ناحیهٔ جغرافیایی | منبع  |
| --------------- | ------------------ | ---------- | ------ | ------ | ------------------- | ----------------------------------------------- | ---------------------- | --------------- | ----- |
| ۱۷ ژوئن ۱۲۰۰    | ۰۲:۴۷:۱۵           | ۳۷         | حلقه‌ای | ۰.۹۴۸۲ | ۰۵ دقیقه و ۵۱ ثانیه | ۳۶°۰۶′شمالی ۱۰۶°۴۸′غربی / ۳۶٫۱°شمالی ۱۰۶٫۸°غربی | ۱۹۶ کیلومتر (۱۲۲ مایل) |                 | [ ۱ ] |
| ۱۱ دسامبر ۱۲۰۰  | ۱۱:۴۳:۱۲           | ۴۲         | کامل   | ۱.۰۳۹۳ | ۰۲ دقیقه و ۳۲ ثانیه | ۶۴°۳۶′جنوبی ۱۰۰°۰۶′شرقی / ۶۴٫۶°جنوبی ۱۰۰٫۱°شرقی | ۱۸۶ کیلومتر (۱۱۶ مایل) |                 | [ ۱ ] |
| ۶ ژوئن ۱۱۹۹     | ۰۳:۵۰:۵۹           | ۴۷         | حلقه‌ای | ۰.۹۵۲۴ | ۰۲ دقیقه و ۵۰ ثانیه | ۶۸°۴۲′شمالی ۱۱۴°۱۸′شرقی / ۶۸٫۷°شمالی ۱۱۴٫۳°شرقی | —                      |                 | [ ۱ ] |
| ۱ نوامبر ۱۱۹۹   | ۱۲:۰۸:۳۱           | ۱۴         | جزئی   | ۰.۲۵۷۹ | —                   | ۶۱°۰۶′شمالی ۱۷۴°۴۸′غربی / ۶۱٫۱°شمالی ۱۷۴٫۸°غربی | —                      |                 | [ ۱ ] |
| ۱ دسامبر ۱۱۹۹   | ۰۱:۴۸:۴۹           | ۵۲         | جزئی   | ۰.۲۳۸۸ | —                   | ۶۳°۰۰′جنوبی ۱۳۵°۴۸′شرقی / ۶۳٫۰°جنوبی ۱۳۵٫۸°شرقی | —                      |                 | [ ۱ ] |
| ۲۷ آوریل ۱۱۹۸   | ۰۱:۳۶:۰۱           | ۱۹         | کامل   | ۱.۰۳۲۳ | ۰۲ دقیقه و ۲۱ ثانیه | ۴۸°۳۰′جنوبی ۴۴°۰۶′غربی / ۴۸٫۵°جنوبی ۴۴٫۱°غربی   | ۲۷۸ کیلومتر (۱۷۳ مایل) |                 | [ ۱ ] |
| ۲۱ اکتبر ۱۱۹۸   | ۱۶:۲۹:۴۸           | ۲۴         | حلقه‌ای | ۰.۹۲۵۱ | ۰۷ دقیقه و ۳۵ ثانیه | ۳۶°۴۲′شمالی ۷۸°۱۸′شرقی / ۳۶٫۷°شمالی ۷۸٫۳°شرقی   | ۴۲۷ کیلومتر (۲۶۵ مایل) |                 | [ ۱ ] |
| ۱۵ آوریل ۱۱۹۷   | ۱۷:۲۸:۴۸           | ۲۹         | کامل   | ۱.۰۷۷۲ | ۰۶ دقیقه و ۱۶ ثانیه | ۲°۱۲′جنوبی ۴۳°۰۰′شرقی / ۲٫۲°جنوبی ۴۳٫۰°شرقی     | ۲۵۲ کیلومتر (۱۵۷ مایل) |                 | [ ۱ ] |
| ۹ اکتبر ۱۱۹۷    | ۱۵:۴۶:۴۳           | ۳۴         | حلقه‌ای | ۰.۹۲۲۳ | ۰۹ دقیقه و ۰۳ ثانیه | ۲°۰۶′شمالی ۶۴°۴۸′شرقی / ۲٫۱°شمالی ۶۴٫۸°شرقی     | ۲۹۵ کیلومتر (۱۸۳ مایل) |                 | [ ۱ ] |
| ۵ آوریل ۱۱۹۶    | ۱۰:۲۸:۴۶           | ۳۹         | کامل   | ۱.۰۵۹۵ | ۰۴ دقیقه و ۳۰ ثانیه | ۳۲°۱۸′شمالی ۱۲۴°۵۴′شرقی / ۳۲٫۳°شمالی ۱۲۴٫۹°شرقی | ۲۳۷ کیلومتر (۱۴۷ مایل) |                 | [ ۱ ] |
| ۲۸ سپتامبر ۱۱۹۶ | ۱۷:۲۵:۳۴           | ۴۴         | حلقه‌ای | ۰.۹۵۵۵ | ۰۴ دقیقه و ۱۸ ثانیه | ۳۰°۰۰′جنوبی ۱۸°۰۰′شرقی / ۳۰٫۰°جنوبی ۱۸٫۰°شرقی   | ۲۰۰ کیلومتر (۱۲۰ مایل) |                 | [ ۱ ] |
| ۲۴ فوریه ۱۱۹۵   | ۱۱:۴۵:۳۱           | ۱۱         | جزئی   | ۰.۳۲۹۷ | —                   | ۶۱°۲۴′جنوبی ۱۱۵°۱۲′غربی / ۶۱٫۴°جنوبی ۱۱۵٫۲°غربی | —                      |                 | [ ۱ ] |
| ۲۵ مارس ۱۱۹۵    | ۲۳:۵۶:۳۷           | ۴۹         | جزئی   | ۰.۳۰۰۶ | —                   | ۶۰°۴۸′شمالی ۱۴۱°۲۴′غربی / ۶۰٫۸°شمالی ۱۴۱٫۴°غربی | —                      |                 | [ ۱ ] |
| ۱۹ اوت ۱۱۹۵     | ۱۶:۰۹:۲۲           | ۱۶         | جزئی   | ۰.۲۷۶۴ | —                   | ۶۲°۰۶′شمالی ۱۷۶°۱۸′غربی / ۶۲٫۱°شمالی ۱۷۶٫۳°غربی | —                      |                 | [ ۱ ] |
| ۱۸ سپتامبر ۱۱۹۵ | ۰۲:۲۲:۰۳           | ۵۴         | جزئی   | ۰.۴۹۷۸ | —                   | ۶۰°۴۸′جنوبی ۱۷۳°۱۸′غربی / ۶۰٫۸°جنوبی ۱۷۳٫۳°غربی | —                      |                 | [ ۱ ] |
| ۱۳ فوریه ۱۱۹۴   | ۱۴:۱۸:۴۱           | ۲۱         | حلقه‌ای | ۰.۹۳۰۰ | ۰۶ دقیقه و ۱۴ ثانیه | ۵۴°۴۲′جنوبی ۱۱۷°۳۰′شرقی / ۵۴٫۷°جنوبی ۱۱۷٫۵°شرقی | ۳۵۴ کیلومتر (۲۲۰ مایل) |                 | [ ۱ ] |
| ۹ اوت ۱۱۹۴      | ۰۸:۳۷:۵۰           | ۲۶         | کامل   | ۱.۰۶۲۳ | ۰۴ دقیقه و ۰۲ ثانیه | ۵۸°۱۲′شمالی ۱۶۳°۱۲′غربی / ۵۸٫۲°شمالی ۱۶۳٫۲°غربی | ۲۷۶ کیلومتر (۱۷۱ مایل) |                 | [ ۱ ] |
| ۲ فوریه ۱۱۹۳    | ۱۴:۰۲:۰۱           | ۳۱         | حلقه‌ای | ۰.۹۳۸۱ | ۰۷ دقیقه و ۳۳ ثانیه | ۱۸°۰۰′جنوبی ۹۳°۴۲′شرقی / ۱۸٫۰°جنوبی ۹۳٫۷°شرقی   | ۲۳۰ کیلومتر (۱۴۰ مایل) |                 | [ ۱ ] |
| ۲۹ ژوئیه ۱۱۹۳   | ۰۰:۱۰:۲۸           | ۳۶         | کامل   | ۱.۰۳۶۰ | ۰۳ دقیقه و ۲۶ ثانیه | ۱۹°۲۴′شمالی ۶۲°۴۲′غربی / ۱۹٫۴°شمالی ۶۲٫۷°غربی   | ۱۲۱ کیلومتر (۷۵ مایل)  |                 | [ ۱ ] |
| ۲۱ ژانویه ۱۱۹۲  | ۱۸:۲۲:۲۸           | ۴۱         | حلقه‌ای | ۰.۹۷۵۸ | ۰۲ دقیقه و ۳۶ ثانیه | ۲۴°۴۸′شمالی ۱۶°۱۸′شرقی / ۲۴٫۸°شمالی ۱۶٫۳°شرقی   | ۱۲۸ کیلومتر (۸۰ مایل)  |                 | [ ۱ ] |
| ۱۸ ژوئیه ۱۱۹۲   | ۱۰:۲۳:۲۸           | ۴۶         | حلقه‌ای | ۰.۹۷۵۸ | ۰۲ دقیقه و ۳۵ ثانیه | ۳۲°۱۸′جنوبی ۱۳۲°۵۴′شرقی / ۳۲٫۳°جنوبی ۱۳۲٫۹°شرقی | ۱۵۵ کیلومتر (۹۶ مایل)  |                 | [ ۱ ] |
| ۱۲ دسامبر ۱۱۹۲  | ۱۹:۰۳:۲۴           | ۱۳         | جزئی   | ۰.۴۵۰۵ | —                   | ۶۷°۲۴′جنوبی ۱۵۹°۰۰′غربی / ۶۷٫۴°جنوبی ۱۵۹٫۰°غربی | —                      |                 | [ ۱ ] |
| ۱۱ ژانویه ۱۱۹۱  | ۰۵:۴۸:۱۹           | ۵۱         | جزئی   | ۰.۲۷۴۹ | —                   | ۶۴°۳۶′شمالی ۱۶۸°۲۴′غربی / ۶۴٫۶°شمالی ۱۶۸٫۴°غربی | —                      |                 | [ ۱ ] |
| ۷ ژوئن ۱۱۹۱     | ۲۲:۲۸:۱۴           | ۱۸         | جزئی   | ۰.۵۵۳۹ | —                   | ۶۸°۰۶′شمالی ۱۵۵°۰۰′شرقی / ۶۸٫۱°شمالی ۱۵۵٫۰°شرقی | —                      |                 | [ ۱ ] |
| ۲ دسامبر ۱۱۹۱   | ۱۰:۴۳:۲۷           | ۲۳         | کامل   | ۱.۰۳۲۶ | ۰۲ دقیقه و ۱۷ ثانیه | ۶۰°۳۶′جنوبی ۱۲۸°۴۲′شرقی / ۶۰٫۶°جنوبی ۱۲۸٫۷°شرقی | ۱۴۵ کیلومتر (۹۰ مایل)  |                 | [ ۱ ] |
| ۲۸ مه ۱۱۹۰      | ۰۰:۳۷:۰۵           | ۲۸         | حلقه‌ای | ۰.۹۷۶۳ | ۰۲ دقیقه و ۱۸ ثانیه | ۴۵°۳۶′شمالی ۷۷°۲۴′غربی / ۴۵٫۶°شمالی ۷۷٫۴°غربی   | ۹۵ کیلومتر (۵۹ مایل)   |                 | [ ۱ ] |
| ۲۱ نوامبر ۱۱۹۰  | ۲۳:۲۹:۴۷           | ۳۳         | حلقه‌ای | ۰.۹۸۹۱ | ۰۱ دقیقه و ۱۱ ثانیه | ۱۶°۱۸′جنوبی ۵۴°۲۴′غربی / ۱۶٫۳°جنوبی ۵۴٫۴°غربی   | ۳۸ کیلومتر (۲۴ مایل)   |                 | [ ۱ ] |
| ۱۶ مه ۱۱۸۹      | ۰۹:۲۹:۰۵           | ۳۸         | کامل   | ۱.۰۳۱۹ | ۰۳ دقیقه و ۲۰ ثانیه | ۳°۳۰′جنوبی ۱۵۹°۴۸′شرقی / ۳٫۵°جنوبی ۱۵۹٫۸°شرقی   | ۱۱۴ کیلومتر (۷۱ مایل)  |                 | [ ۱ ] |
| ۱۰ نوامبر ۱۱۸۹  | ۰۵:۳۱:۰۵           | ۴۳         | حلقه‌ای | ۰.۹۳۲۰ | ۰۷ دقیقه و ۴۷ ثانیه | ۳۳°۰۶′شمالی ۱۳۳°۱۸′غربی / ۳۳٫۱°شمالی ۱۳۳٫۳°غربی | ۳۸۲ کیلومتر (۲۳۷ مایل) |                 | [ ۱ ] |
| ۶ آوریل ۱۱۸۸    | ۱۷:۴۸:۰۳           | ۱۰         | جزئی   | ۰.۱۸۴۰ | —                   | ۷۱°۳۰′شمالی ۶۲°۰۰′غربی / ۷۱٫۵°شمالی ۶۲٫۰°غربی   | —                      |                 | [ ۱ ] |
| ۶ مه ۱۱۸۸       | ۰۰:۳۵:۱۹           | ۴۸         | جزئی   | ۰.۸۸۸۸ | —                   | ۷۰°۳۶′جنوبی ۲۰°۲۴′غربی / ۷۰٫۶°جنوبی ۲۰٫۴°غربی   | —                      |                 | [ ۱ ] |
| ۳۰ اکتبر ۱۱۸۸   | ۰۵:۱۹:۲۶           | ۵۳         | جزئی   | ۰.۲۱۶۱ | —                   | ۷۱°۰۰′شمالی ۸۴°۴۲′غربی / ۷۱٫۰°شمالی ۸۴٫۷°غربی   | —                      |                 | [ ۱ ] |
| ۲۷ مارس ۱۱۸۷    | ۱۰:۱۳:۰۶           | ۲۰         | کامل   | ۱.۰۴۲۹ | ۰۳ دقیقه و ۲۳ ثانیه | ۴۳°۰۰′شمالی ۱۳۰°۳۶′شرقی / ۴۳٫۰°شمالی ۱۳۰٫۶°شرقی | ۲۱۱ کیلومتر (۱۳۱ مایل) |                 | [ ۱ ] |
| ۱۹ سپتامبر ۱۱۸۷ | ۱۴:۰۲:۲۸           | ۲۵         | حلقه‌ای | ۰.۹۶۸۹ | ۰۲ دقیقه و ۴۴ ثانیه | ۴۹°۰۰′جنوبی ۶۵°۵۴′شرقی / ۴۹٫۰°جنوبی ۶۵٫۹°شرقی   | ۲۱۰ کیلومتر (۱۳۰ مایل) |                 | [ ۱ ] |
| ۱۶ مارس ۱۱۸۶    | ۲۱:۵۲:۳۹           | ۳۰         | حلقه‌ای | ۰.۹۹۱۲ | ۰۰ دقیقه و ۵۹ ثانیه | ۶°۲۴′جنوبی ۲۵°۰۰′غربی / ۶٫۴°جنوبی ۲۵٫۰°غربی     | ۳۱ کیلومتر (۱۹ مایل)   |                 | [ ۱ ] |
| ۹ سپتامبر ۱۱۸۶  | ۰۱:۰۴:۱۷           | ۳۵         | کامل   | ۱.۰۳۴۱ | ۰۳ دقیقه و ۱۹ ثانیه | ۴°۳۶′شمالی ۷۷°۴۲′غربی / ۴٫۶°شمالی ۷۷٫۷°غربی     | ۱۱۵ کیلومتر (۷۱ مایل)  |                 | [ ۱ ] |
| ۵ مارس ۱۱۸۵     | ۰۲:۰۸:۳۲           | ۴۰         | حلقه‌ای | ۰.۹۳۹۱ | ۰۵ دقیقه و ۲۶ ثانیه | ۵۸°۰۰′جنوبی ۶۴°۴۲′غربی / ۵۸٫۰°جنوبی ۶۴٫۷°غربی   | ۳۵۵ کیلومتر (۲۲۱ مایل) |                 | [ ۱ ] |
| ۲۸ اوت ۱۱۸۵     | ۱۶:۵۰:۰۵           | ۴۵         | کامل   | ۱.۰۵۸۷ | ۰۴ دقیقه و ۱۶ ثانیه | ۴۹°۱۸′شمالی ۶۰°۳۰′شرقی / ۴۹٫۳°شمالی ۶۰٫۵°شرقی   | ۲۴۱ کیلومتر (۱۵۰ مایل) |                 | [ ۱ ] |
| ۲۳ ژانویه ۱۱۸۴  | ۰۹:۳۰:۰۹           | ۱۲         | جزئی   | ۰.۱۹۲۱ | —                   | ۶۷°۴۸′شمالی ۱۴۹°۲۴′شرقی / ۶۷٫۸°شمالی ۱۴۹٫۴°شرقی | —                      |                 | [ ۱ ] |
| ۲۲ فوریه ۱۱۸۴   | ۰۲:۰۶:۰۱           | ۵۰         | جزئی   | ۰.۱۲۶۷ | —                   | ۷۰°۱۸′جنوبی ۴۷°۴۲′شرقی / ۷۰٫۳°جنوبی ۴۷٫۷°شرقی   | —                      |                 | [ ۱ ] |
| ۱۹ ژوئیه ۱۱۸۴   | ۲۳:۰۶:۲۷           | ۱۷         | جزئی   | ۰.۴۱۰۳ | —                   | ۶۷°۰۰′جنوبی ۴۹°۲۴′غربی / ۶۷٫۰°جنوبی ۴۹٫۴°غربی   | —                      |                 | [ ۱ ] |
| ۱۸ اوت ۱۱۸۴     | ۰۸:۴۴:۲۰           | ۵۵         | جزئی   | ۰.۴۰۷۷ | —                   | ۶۹°۳۰′شمالی ۴۵°۲۴′غربی / ۶۹٫۵°شمالی ۴۵٫۴°غربی   | —                      |                 | [ ۱ ] |
| ۱۲ ژانویه ۱۱۸۳  | ۱۵:۴۸:۱۵           | ۲۲         | حلقه‌ای | ۰.۹۹۰۸ | ۰۱ دقیقه و ۰۰ ثانیه | ۲۰°۱۲′شمالی ۶۵°۴۲′شرقی / ۲۰٫۲°شمالی ۶۵٫۷°شرقی   | ۴۵ کیلومتر (۲۸ مایل)   |                 | [ ۱ ] |
| ۹ ژوئیه ۱۱۸۳    | ۰۷:۲۳:۵۸           | ۲۷         | حلقه‌ای | ۰.۹۶۷۸ | ۰۴ دقیقه و ۰۴ ثانیه | ۱۳°۴۲′جنوبی ۱۶۹°۵۴′غربی / ۱۳٫۷°جنوبی ۱۶۹٫۹°غربی | ۱۴۶ کیلومتر (۹۱ مایل)  |                 | [ ۱ ] |
| ۲ ژانویه ۱۱۸۲   | ۰۴:۴۴:۲۶           | ۳۲         | کامل   | ۱.۰۴۰۸ | ۰۳ دقیقه و ۴۵ ثانیه | ۲۵°۴۸′جنوبی ۱۳۰°۰۶′غربی / ۲۵٫۸°جنوبی ۱۳۰٫۱°غربی | ۱۳۷ کیلومتر (۸۵ مایل)  |                 | [ ۱ ] |
| ۲۸ ژوئن ۱۱۸۲    | ۰۹:۱۱:۱۵           | ۳۷         | حلقه‌ای | ۰.۹۴۶۶ | ۰۶ دقیقه و ۲۳ ثانیه | ۳۲°۲۴′شمالی ۱۵۸°۳۰′شرقی / ۳۲٫۴°شمالی ۱۵۸٫۵°شرقی | ۱۹۹ کیلومتر (۱۲۴ مایل) |                 | [ ۱ ] |
| ۲۲ دسامبر ۱۱۸۲  | ۲۰:۳۱:۳۴           | ۴۲         | کامل   | ۱.۰۳۹۹ | ۰۲ دقیقه و ۳۴ ثانیه | ۶۷°۰۶′جنوبی ۲۵°۴۲′غربی / ۶۷٫۱°جنوبی ۲۵٫۷°غربی   | ۱۸۹ کیلومتر (۱۱۷ مایل) |                 | [ ۱ ] |
| ۱۶ ژوئن ۱۱۸۱    | ۱۰:۲۳:۴۲           | ۴۷         | حلقه‌ای | ۰.۹۵۸۲ | ۰۲ دقیقه و ۴۸ ثانیه | ۷۷°۵۴′شمالی ۶۴°۴۲′شرقی / ۷۷٫۹°شمالی ۶۴٫۷°شرقی   | ۳۵۹ کیلومتر (۲۲۳ مایل) |                 | [ ۱ ] |
| ۱۱ نوامبر ۱۱۸۱  | ۲۰:۳۵:۵۵           | ۱۴         | جزئی   | ۰.۲۴۷۵ | —                   | ۶۱°۴۲′شمالی ۴۸°۰۶′شرقی / ۶۱٫۷°شمالی ۴۸٫۱°شرقی   | —                      |                 | [ ۱ ] |
| ۱۱ دسامبر ۱۱۸۱  | ۱۰:۲۷:۴۴           | ۵۲         | جزئی   | ۰.۲۳۵۰ | —                   | ۶۳°۴۸′جنوبی ۴°۴۸′غربی / ۶۳٫۸°جنوبی ۴٫۸°غربی     | —                      |                 | [ ۱ ] |
| ۷ مه ۱۱۸۰       | ۰۸:۴۹:۲۰           | ۱۹         | کامل   | ۱.۰۳۱۴ | ۰۲ دقیقه و ۰۳ ثانیه | ۵۹°۰۰′جنوبی ۱۳۸°۴۲′غربی / ۵۹٫۰°جنوبی ۱۳۸٫۷°غربی | —                      |                 | [ ۱ ] |
| ۱ نوامبر ۱۱۸۰   | ۰۰:۳۱:۵۱           | ۲۴         | حلقه‌ای | ۰.۹۲۲۰ | ۰۸ دقیقه و ۱۷ ثانیه | ۳۴°۱۲′شمالی ۴۶°۰۰′غربی / ۳۴٫۲°شمالی ۴۶٫۰°غربی   | ۴۵۴ کیلومتر (۲۸۲ مایل) |                 | [ ۱ ] |
| ۲۷ آوریل ۱۱۷۹   | ۰۰:۵۷:۲۱           | ۲۹         | کامل   | ۱.۰۷۹۳ | ۰۶ دقیقه و ۳۱ ثانیه | ۲°۰۰′جنوبی ۶۹°۵۴′غربی / ۲٫۰°جنوبی ۶۹٫۹°غربی     | ۲۶۲ کیلومتر (۱۶۳ مایل) |                 | [ ۱ ] |
| ۲۰ اکتبر ۱۱۷۹   | ۲۳:۳۸:۵۵           | ۳۴         | حلقه‌ای | ۰.۹۲۱۲ | ۰۹ دقیقه و ۱۸ ثانیه | ۱°۳۶′جنوبی ۵۵°۰۰′غربی / ۱٫۶°جنوبی ۵۵٫۰°غربی     | ۲۹۹ کیلومتر (۱۸۶ مایل) |                 | [ ۱ ] |
| ۱۶ آوریل ۱۱۷۸   | ۱۷:۵۷:۲۸           | ۳۹         | کامل   | ۱.۰۵۹۹ | ۰۴ دقیقه و ۳۳ ثانیه | ۳۲°۴۲′شمالی ۱۲°۴۲′شرقی / ۳۲٫۷°شمالی ۱۲٫۷°شرقی   | ۲۲۸ کیلومتر (۱۴۲ مایل) |                 | [ ۱ ] |
| ۱۰ اکتبر ۱۱۷۸   | ۰۱:۳۰:۳۳           | ۴۴         | حلقه‌ای | ۰.۹۵۶۲ | ۰۴ دقیقه و ۰۷ ثانیه | ۳۳°۱۸′جنوبی ۱۰۵°۳۰′غربی / ۳۳٫۳°جنوبی ۱۰۵٫۵°غربی | ۱۹۴ کیلومتر (۱۲۱ مایل) |                 | [ ۱ ] |
| ۶ مارس ۱۱۷۷     | ۱۹:۰۵:۵۷           | ۱۱         | جزئی   | ۰.۲۳۴۱ | —                   | ۶۱°۰۰′جنوبی ۱۲۴°۳۰′شرقی / ۶۱٫۰°جنوبی ۱۲۴٫۵°شرقی | —                      |                 | [ ۱ ] |
| ۵ آوریل ۱۱۷۷    | ۰۷:۰۹:۴۶           | ۴۹         | جزئی   | ۰.۴۰۹۶ | —                   | ۶۰°۴۲′شمالی ۱۰۰°۰۶′شرقی / ۶۰٫۷°شمالی ۱۰۰٫۱°شرقی | —                      |                 | [ ۱ ] |
| ۳۰ اوت ۱۱۷۷     | ۰۰:۱۵:۴۳           | ۱۶         | جزئی   | ۰.۲۱۵۹ | —                   | ۶۱°۳۶′شمالی ۵۱°۳۶′شرقی / ۶۱٫۶°شمالی ۵۱٫۶°شرقی   | —                      |                 | [ ۱ ] |
| ۲۸ سپتامبر ۱۱۷۷ | ۱۰:۴۳:۱۸           | ۵۴         | جزئی   | ۰.۵۳۷۶ | —                   | ۶۰°۳۶′جنوبی ۵۱°۱۲′شرقی / ۶۰٫۶°جنوبی ۵۱٫۲°شرقی   | —                      |                 | [ ۱ ] |
| ۲۳ فوریه ۱۱۷۶   | ۲۱:۲۸:۳۹           | ۲۱         | حلقه‌ای | ۰.۹۳۱۵ | ۰۶ دقیقه و ۰۱ ثانیه | ۵۳°۱۸′جنوبی ۱۳°۰۰′شرقی / ۵۳٫۳°جنوبی ۱۳٫۰°شرقی   | ۳۶۷ کیلومتر (۲۲۸ مایل) |                 | [ ۱ ] |
| ۱۹ اوت ۱۱۷۶     | ۱۶:۳۷:۵۸           | ۲۶         | کامل   | ۱.۰۵۷۴ | ۰۳ دقیقه و ۴۱ ثانیه | ۵۶°۵۴′شمالی ۸۰°۵۴′شرقی / ۵۶٫۹°شمالی ۸۰٫۹°شرقی   | ۲۷۱ کیلومتر (۱۶۸ مایل) |                 | [ ۱ ] |
| ۱۲ فوریه ۱۱۷۵   | ۲۱:۲۶:۵۷           | ۳۱         | حلقه‌ای | ۰.۹۴۳۰ | ۰۶ دقیقه و ۴۰ ثانیه | ۱۷°۱۲′جنوبی ۱۸°۰۰′غربی / ۱۷٫۲°جنوبی ۱۸٫۰°غربی   | ۲۱۱ کیلومتر (۱۳۱ مایل) |                 | [ ۱ ] |
| ۹ اوت ۱۱۷۵      | ۰۷:۴۹:۳۰           | ۳۶         | کامل   | ۱.۰۲۹۷ | ۰۲ دقیقه و ۴۷ ثانیه | ۲۰°۰۶′شمالی ۱۷۷°۴۲′غربی / ۲۰٫۱°شمالی ۱۷۷٫۷°غربی | ۱۰۱ کیلومتر (۶۳ مایل)  |                 | [ ۱ ] |
| ۲ فوریه ۱۱۷۴    | ۰۲:۲۰:۱۲           | ۴۱         | حلقه‌ای | ۰.۹۸۲۵ | ۰۱ دقیقه و ۵۰ ثانیه | ۲۳°۴۲′شمالی ۱۰۶°۳۰′غربی / ۲۳٫۷°شمالی ۱۰۶٫۵°غربی | ۸۸ کیلومتر (۵۵ مایل)   |                 | [ ۱ ] |
| ۲۹ ژوئیه ۱۱۷۴   | ۱۷:۲۸:۲۵           | ۴۶         | حلقه‌ای | ۰.۹۷۱۲ | ۰۳ دقیقه و ۱۰ ثانیه | ۲۷°۱۲′جنوبی ۲۳°۲۴′شرقی / ۲۷٫۲°جنوبی ۲۳٫۴°شرقی   | ۱۶۰ کیلومتر (۹۹ مایل)  |                 | [ ۱ ] |
| ۲۴ دسامبر ۱۱۷۴  | ۰۳:۵۱:۴۸           | ۱۳         | جزئی   | ۰.۴۴۵۸ | —                   | ۶۶°۱۸′جنوبی ۵۶°۳۰′شرقی / ۶۶٫۳°جنوبی ۵۶٫۵°شرقی   | —                      |                 | [ ۱ ] |
| ۲۲ ژانویه ۱۱۷۳  | ۱۴:۱۵:۱۸           | ۵۱         | جزئی   | ۰.۳۱۰۲ | —                   | ۶۳°۳۶′شمالی ۵۳°۴۲′شرقی / ۶۳٫۶°شمالی ۵۳٫۷°شرقی   | —                      |                 | [ ۱ ] |
| ۱۸ ژوئن ۱۱۷۳    | ۰۴:۴۹:۰۱           | ۱۸         | جزئی   | ۰.۴۱۰۸ | —                   | ۶۷°۰۶′شمالی ۴۷°۱۸′شرقی / ۶۷٫۱°شمالی ۴۷٫۳°شرقی   | —                      |                 | [ ۱ ] |
| ۱۷ ژوئیه ۱۱۷۳   | ۲۰:۱۰:۳۸           | ۵۶         | جزئی   | ۰.۰۲۲۴ | —                   | ۶۴°۲۴′جنوبی ۳۰°۴۸′غربی / ۶۴٫۴°جنوبی ۳۰٫۸°غربی   | —                      |                 | [ ۱ ] |
| ۱۲ دسامبر ۱۱۷۳  | ۱۹:۳۳:۰۶           | ۲۳         | کامل   | ۱.۰۳۱۷ | ۰۲ دقیقه و ۱۲ ثانیه | ۶۳°۱۲′جنوبی ۱°۱۸′شرقی / ۶۳٫۲°جنوبی ۱٫۳°شرقی     | ۱۴۲ کیلومتر (۸۸ مایل)  |                 | [ ۱ ] |
| ۷ ژوئن ۱۱۷۲     | ۰۷:۱۴:۵۸           | ۲۸         | حلقه‌ای | ۰.۹۷۸۲ | ۰۱ دقیقه و ۵۸ ثانیه | ۵۳°۳۰′شمالی ۱۷۷°۱۲′غربی / ۵۳٫۵°شمالی ۱۷۷٫۲°غربی | ۹۲ کیلومتر (۵۷ مایل)   |                 | [ ۱ ] |
| ۲ دسامبر ۱۱۷۲   | ۰۸:۰۵:۲۱           | ۳۳         | حلقه‌ای | ۰.۹۸۶۴ | ۰۱ دقیقه و ۲۹ ثانیه | ۱۹°۰۰′جنوبی ۱۷۵°۵۴′شرقی / ۱۹٫۰°جنوبی ۱۷۵٫۹°شرقی | ۴۸ کیلومتر (۳۰ مایل)   |                 | [ ۱ ] |
| ۲۷ مه ۱۱۷۱      | ۱۶:۳۴:۱۶           | ۳۸         | کامل   | ۱.۰۳۶۰ | ۰۳ دقیقه و ۴۶ ثانیه | ۴°۰۰′شمالی ۵۰°۰۰′شرقی / ۴٫۰°شمالی ۵۰٫۰°شرقی     | ۱۲۵ کیلومتر (۷۸ مایل)  |                 | [ ۱ ] |
| ۲۱ نوامبر ۱۱۷۱  | ۱۳:۴۲:۳۸           | ۴۳         | حلقه‌ای | ۰.۹۲۹۶ | ۰۸ دقیقه و ۲۶ ثانیه | ۳۰°۱۸′شمالی ۹۹°۳۶′شرقی / ۳۰٫۳°شمالی ۹۹٫۶°شرقی   | ۳۹۷ کیلومتر (۲۴۷ مایل) |                 | [ ۱ ] |
| ۱۸ آوریل ۱۱۷۰   | ۰۱:۲۲:۱۴           | ۱۰         | جزئی   | ۰.۰۵۹۰ | —                   | ۷۱°۱۸′شمالی ۱۶۹°۱۸′شرقی / ۷۱٫۳°شمالی ۱۶۹٫۳°شرقی | —                      |                 | [ ۱ ] |
| ۱۷ مه ۱۱۷۰      | ۰۷:۵۹:۰۸           | ۴۸         | کامل   | ۱.۰۶۰۱ | ۰۳ دقیقه و ۴۶ ثانیه | ۶۷°۰۶′جنوبی ۱۵۰°۴۸′غربی / ۶۷٫۱°جنوبی ۱۵۰٫۸°غربی | —                      |                 | [ ۱ ] |
| ۱۰ نوامبر ۱۱۷۰  | ۱۳:۱۸:۰۳           | ۵۳         | جزئی   | ۰.۲۲۵۶ | —                   | ۷۰°۱۸′شمالی ۱۴۰°۵۴′شرقی / ۷۰٫۳°شمالی ۱۴۰٫۹°شرقی | —                      |                 | [ ۱ ] |
| ۶ آوریل ۱۱۶۹    | ۱۷:۴۳:۲۹           | ۲۰         | کامل   | ۱.۰۴۰۹ | ۰۲ دقیقه و ۵۹ ثانیه | ۵۲°۱۲′شمالی ۹°۴۲′شرقی / ۵۲٫۲°شمالی ۹٫۷°شرقی     | ۲۲۹ کیلومتر (۱۴۲ مایل) |                 | [ ۱ ] |
| ۲۹ سپتامبر ۱۱۶۹ | ۲۲:۰۸:۰۲           | ۲۵         | حلقه‌ای | ۰.۹۶۸۹ | ۰۲ دقیقه و ۳۴ ثانیه | ۵۴°۱۸′جنوبی ۶۲°۱۲′غربی / ۵۴٫۳°جنوبی ۶۲٫۲°غربی   | ۲۲۲ کیلومتر (۱۳۸ مایل) |                 | [ ۱ ] |
| ۲۷ مارس ۱۱۶۸    | ۰۵:۰۴:۵۹           | ۳۰         | حلقه‌ای | ۰.۹۹۰۴ | ۰۱ دقیقه و ۰۴ ثانیه | ۱°۱۸′شمالی ۱۳۶°۳۶′غربی / ۱٫۳°شمالی ۱۳۶٫۶°غربی   | ۳۴ کیلومتر (۲۱ مایل)   |                 | [ ۱ ] |
| ۱۹ سپتامبر ۱۱۶۸ | ۰۹:۲۲:۲۶           | ۳۵         | کامل   | ۱.۰۳۳۶ | ۰۳ دقیقه و ۱۴ ثانیه | ۰°۵۴′جنوبی ۱۵۵°۱۲′شرقی / ۰٫۹°جنوبی ۱۵۵٫۲°شرقی   | ۱۱۴ کیلومتر (۷۱ مایل)  |                 | [ ۱ ] |
| ۱۶ مارس ۱۱۶۷    | ۰۹:۰۳:۲۶           | ۴۰         | حلقه‌ای | ۰.۹۴۱۵ | ۰۵ دقیقه و ۴۰ ثانیه | ۴۹°۱۲′جنوبی ۱۷۵°۱۸′غربی / ۴۹٫۲°جنوبی ۱۷۵٫۳°غربی | ۳۰۷ کیلومتر (۱۹۱ مایل) |                 | [ ۱ ] |
| ۹ سپتامبر ۱۱۶۷  | ۰۱:۰۷:۳۰           | ۴۵         | کامل   | ۱.۰۵۵۸ | ۰۴ دقیقه و ۱۳ ثانیه | ۴۳°۰۶′شمالی ۶۶°۰۰′غربی / ۴۳٫۱°شمالی ۶۶٫۰°غربی   | ۲۲۳ کیلومتر (۱۳۹ مایل) |                 | [ ۱ ] |
| ۳ فوریه ۱۱۶۶    | ۱۷:۰۷:۲۲           | ۱۲         | جزئی   | ۰.۱۴۵۱ | —                   | ۶۸°۴۸′شمالی ۲۲°۰۶′شرقی / ۶۸٫۸°شمالی ۲۲٫۱°شرقی   | —                      |                 | [ ۱ ] |
| ۵ مارس ۱۱۶۶     | ۰۹:۰۷:۳۲           | ۵۰         | جزئی   | ۰.۲۱۶۵ | —                   | ۷۱°۰۰′جنوبی ۷۲°۱۲′غربی / ۷۱٫۰°جنوبی ۷۲٫۲°غربی   | —                      |                 | [ ۱ ] |
| ۳۱ ژوئیه ۱۱۶۶   | ۰۶:۳۲:۵۳           | ۱۷         | جزئی   | ۰.۳۰۰۳ | —                   | ۶۸°۰۰′جنوبی ۱۷۳°۳۰′غربی / ۶۸٫۰°جنوبی ۱۷۳٫۵°غربی | —                      |                 | [ ۱ ] |
| ۲۹ اوت ۱۱۶۶     | ۱۶:۴۳:۵۹           | ۵۵         | جزئی   | ۰.۴۷۰۰ | —                   | ۷۰°۱۸′شمالی ۱۷۹°۲۴′غربی / ۷۰٫۳°شمالی ۱۷۹٫۴°غربی | —                      |                 | [ ۱ ] |
| ۲۳ ژانویه ۱۱۶۵  | ۲۳:۵۹:۴۷           | ۲۲         | حلقه‌ای | ۰.۹۹۶۴ | ۰۰ دقیقه و ۲۳ ثانیه | ۲۲°۵۴′شمالی ۶۱°۰۶′غربی / ۲۲٫۹°شمالی ۶۱٫۱°غربی   | ۱۸ کیلومتر (۱۱ مایل)   |                 | [ ۱ ] |
| ۱۹ ژوئیه ۱۱۶۵   | ۱۴:۱۵:۰۹           | ۲۷         | حلقه‌ای | ۰.۹۶۱۷ | ۰۴ دقیقه و ۴۶ ثانیه | ۱۹°۵۴′جنوبی ۸۳°۳۶′شرقی / ۱۹٫۹°جنوبی ۸۳٫۶°شرقی   | ۱۸۹ کیلومتر (۱۱۷ مایل) |                 | [ ۱ ] |
| ۱۲ ژانویه ۱۱۶۴  | ۱۳:۲۰:۲۳           | ۳۲         | کامل   | ۱.۰۴۴۹ | ۰۴ دقیقه و ۰۸ ثانیه | ۲۴°۳۰′جنوبی ۱۰۰°۵۴′شرقی / ۲۴٫۵°جنوبی ۱۰۰٫۹°شرقی | ۱۵۰ کیلومتر (۹۳ مایل)  |                 | [ ۱ ] |
| ۸ ژوئیه ۱۱۶۴    | ۱۵:۳۹:۳۵           | ۳۷         | حلقه‌ای | ۰.۹۴۴۶ | ۰۷ دقیقه و ۰۰ ثانیه | ۲۷°۵۴′شمالی ۶۱°۵۴′شرقی / ۲۷٫۹°شمالی ۶۱٫۹°شرقی   | ۲۰۵ کیلومتر (۱۲۷ مایل) |                 | [ ۱ ] |
| ۲ ژانویه ۱۱۶۳   | ۰۵:۱۶:۰۳           | ۴۲         | کامل   | ۱.۰۴۰۹ | ۰۲ دقیقه و ۴۰ ثانیه | ۶۷°۵۴′جنوبی ۱۴۸°۱۲′غربی / ۶۷٫۹°جنوبی ۱۴۸٫۲°غربی | ۱۹۲ کیلومتر (۱۱۹ مایل) |                 | [ ۱ ] |
| ۲۷ ژوئن ۱۱۶۳    | ۱۶:۵۹:۲۹           | ۴۷         | حلقه‌ای | ۰.۹۶۱۵ | ۰۲ دقیقه و ۴۷ ثانیه | ۷۶°۴۲′شمالی ۹°۰۰′شرقی / ۷۶٫۷°شمالی ۹٫۰°شرقی     | ۲۴۶ کیلومتر (۱۵۳ مایل) |                 | [ ۱ ] |
| ۲۳ نوامبر ۱۱۶۳  | ۰۵:۰۵:۱۳           | ۱۴         | جزئی   | ۰.۲۴۱۱ | —                   | ۶۲°۱۸′شمالی ۸۹°۴۲′غربی / ۶۲٫۳°شمالی ۸۹٫۷°غربی   | —                      |                 | [ ۱ ] |
| ۲۲ دسامبر ۱۱۶۳  | ۱۹:۰۳:۵۵           | ۵۲         | جزئی   | ۰.۲۳۳۵ | —                   | ۶۴°۴۸′جنوبی ۱۴۵°۰۶′غربی / ۶۴٫۸°جنوبی ۱۴۵٫۱°غربی | —                      |                 | [ ۱ ] |
| ۱۸ مه ۱۱۶۲      | ۱۶:۰۱:۲۳           | ۱۹         | جزئی   | ۰.۸۸۶۵ | —                   | ۶۲°۰۰′جنوبی ۱۱۱°۱۸′شرقی / ۶۲٫۰°جنوبی ۱۱۱٫۳°شرقی | —                      |                 | [ ۱ ] |
| ۱۷ ژوئن ۱۱۶۲    | ۰۰:۳۹:۳۸           | ۵۷         | جزئی   | ۰.۰۲۷۸ | —                   | ۶۴°۰۰′شمالی ۱۳۶°۳۶′شرقی / ۶۴٫۰°شمالی ۱۳۶٫۶°شرقی | —                      |                 | [ ۱ ] |
| ۱۲ نوامبر ۱۱۶۲  | ۰۸:۳۶:۴۲           | ۲۴         | حلقه‌ای | ۰.۹۱۹۶ | ۰۸ دقیقه و ۵۸ ثانیه | ۳۲°۰۶′شمالی ۱۷۱°۲۴′غربی / ۳۲٫۱°شمالی ۱۷۱٫۴°غربی | ۴۷۶ کیلومتر (۲۹۶ مایل) |                 | [ ۱ ] |
| ۷ مه ۱۱۶۱       | ۰۸:۲۴:۲۰           | ۲۹         | کامل   | ۱.۰۸۰۶ | ۰۶ دقیقه و ۴۵ ثانیه | ۲°۲۴′جنوبی ۱۷۷°۳۰′شرقی / ۲٫۴°جنوبی ۱۷۷٫۵°شرقی   | ۲۷۱ کیلومتر (۱۶۸ مایل) |                 | [ ۱ ] |
| ۳۱ اکتبر ۱۱۶۱   | ۰۷:۳۶:۴۸           | ۳۴         | حلقه‌ای | ۰.۹۲۰۷ | ۰۹ دقیقه و ۳۲ ثانیه | ۵°۲۴′جنوبی ۱۷۶°۱۲′غربی / ۵٫۴°جنوبی ۱۷۶٫۲°غربی   | ۳۰۲ کیلومتر (۱۸۸ مایل) |                 | [ ۱ ] |
| ۲۷ آوریل ۱۱۶۰   | ۰۱:۲۲:۰۰           | ۳۹         | کامل   | ۱.۰۵۹۸ | ۰۴ دقیقه و ۳۵ ثانیه | ۳۳°۰۶′شمالی ۹۷°۵۴′غربی / ۳۳٫۱°شمالی ۹۷٫۹°غربی   | ۲۱۸ کیلومتر (۱۳۵ مایل) |                 | [ ۱ ] |
| ۲۰ اکتبر ۱۱۶۰   | ۰۹:۴۲:۰۴           | ۴۴         | حلقه‌ای | ۰.۹۵۷۱ | ۰۳ دقیقه و ۵۵ ثانیه | ۳۷°۰۰′جنوبی ۱۲۹°۳۶′شرقی / ۳۷٫۰°جنوبی ۱۲۹٫۶°شرقی | ۱۸۸ کیلومتر (۱۱۷ مایل) |                 | [ ۱ ] |
| ۱۸ مارس ۱۱۵۹    | ۰۲:۱۷:۴۴           | ۱۱         | جزئی   | ۰.۱۲۸۲ | —                   | ۶۰°۴۲′جنوبی ۶°۲۴′شرقی / ۶۰٫۷°جنوبی ۶٫۴°شرقی     | —                      |                 | [ ۱ ] |
| ۱۶ آوریل ۱۱۵۹   | ۱۴:۱۶:۱۲           | ۴۹         | جزئی   | ۰.۵۲۶۸ | —                   | ۶۰°۴۸′شمالی ۱۶°۳۶′غربی / ۶۰٫۸°شمالی ۱۶٫۶°غربی   | —                      |                 | [ ۱ ] |
| ۱۰ سپتامبر ۱۱۵۹ | ۰۸:۳۰:۱۲           | ۱۶         | جزئی   | ۰.۱۶۶۶ | —                   | ۶۱°۱۲′شمالی ۸۲°۱۸′غربی / ۶۱٫۲°شمالی ۸۲٫۳°غربی   | —                      |                 | [ ۱ ] |
| ۹ اکتبر ۱۱۵۹    | ۱۹:۱۱:۳۷           | ۵۴         | جزئی   | ۰.۵۶۸۳ | —                   | ۶۰°۳۶′جنوبی ۸۵°۵۴′غربی / ۶۰٫۶°جنوبی ۸۵٫۹°غربی   | —                      |                 | [ ۱ ] |
| ۷ مارس ۱۱۵۸     | ۰۴:۲۷:۵۹           | ۲۱         | حلقه‌ای | ۰.۹۳۲۸ | ۰۵ دقیقه و ۴۹ ثانیه | ۵۲°۲۴′جنوبی ۸۸°۵۴′غربی / ۵۲٫۴°جنوبی ۸۸٫۹°غربی   | ۳۹۵ کیلومتر (۲۴۵ مایل) |                 | [ ۱ ] |
| ۳۱ اوت ۱۱۵۸     | ۰۰:۴۶:۴۳           | ۲۶         | کامل   | ۱.۰۵۲۴ | ۰۳ دقیقه و ۲۳ ثانیه | ۵۴°۴۸′شمالی ۳۹°۰۶′غربی / ۵۴٫۸°شمالی ۳۹٫۱°غربی   | ۲۶۳ کیلومتر (۱۶۳ مایل) |                 | [ ۱ ] |
| ۲۴ فوریه ۱۱۵۷   | ۰۴:۴۳:۰۷           | ۳۱         | حلقه‌ای | ۰.۹۴۸۰ | ۰۵ دقیقه و ۵۲ ثانیه | ۱۶°۱۲′جنوبی ۱۲۷°۲۴′غربی / ۱۶٫۲°جنوبی ۱۲۷٫۴°غربی | ۱۹۱ کیلومتر (۱۱۹ مایل) |                 | [ ۱ ] |
| ۱۹ اوت ۱۱۵۷     | ۱۵:۳۵:۴۱           | ۳۶         | کامل   | ۱.۰۲۳۳ | ۰۲ دقیقه و ۰۹ ثانیه | ۱۹°۳۶′شمالی ۶۵°۳۰′شرقی / ۱۹٫۶°شمالی ۶۵٫۵°شرقی   | ۸۰ کیلومتر (۵۰ مایل)   |                 | [ ۱ ] |
| ۱۲ فوریه ۱۱۵۶   | ۱۰:۱۰:۲۱           | ۴۱         | حلقه‌ای | ۰.۹۸۹۳ | ۰۱ دقیقه و ۰۴ ثانیه | ۲۲°۵۴′شمالی ۱۳۳°۰۶′شرقی / ۲۲٫۹°شمالی ۱۳۳٫۱°شرقی | ۵۰ کیلومتر (۳۱ مایل)   |                 | [ ۱ ] |
| ۹ اوت ۱۱۵۶      | ۰۰:۴۰:۱۱           | ۴۶         | حلقه‌ای | ۰.۹۶۶۳ | ۰۳ دقیقه و ۴۴ ثانیه | ۲۴°۰۰′جنوبی ۸۷°۱۸′غربی / ۲۴٫۰°جنوبی ۸۷٫۳°غربی   | ۱۷۲ کیلومتر (۱۰۷ مایل) |                 | [ ۱ ] |
| ۳ ژانویه ۱۱۵۵   | ۱۲:۳۴:۳۷           | ۱۳         | جزئی   | ۰.۴۳۲۰ | —                   | ۶۵°۱۸′جنوبی ۸۶°۰۰′غربی / ۶۵٫۳°جنوبی ۸۶٫۰°غربی   | —                      |                 | [ ۱ ] |
| ۱ فوریه ۱۱۵۵    | ۲۲:۳۳:۵۶           | ۵۱         | جزئی   | ۰.۳۵۹۰ | —                   | ۶۲°۴۸′شمالی ۸۱°۴۸′غربی / ۶۲٫۸°شمالی ۸۱٫۸°غربی   | —                      |                 | [ ۱ ] |
| ۲۹ ژوئن ۱۱۵۵    | ۱۱:۱۳:۲۸           | ۱۸         | جزئی   | ۰.۲۷۳۵ | —                   | ۶۶°۰۰′شمالی ۶۰°۴۸′غربی / ۶۶٫۰°شمالی ۶۰٫۸°غربی   | —                      |                 | [ ۱ ] |
| ۲۹ ژوئیه ۱۱۵۵   | ۰۲:۵۳:۳۰           | ۵۶         | جزئی   | ۰.۱۳۵۲ | —                   | ۶۳°۳۰′جنوبی ۱۴۲°۴۲′غربی / ۶۳٫۵°جنوبی ۱۴۲٫۷°غربی | —                      |                 | [ ۱ ] |
| ۲۴ دسامبر ۱۱۵۵  | ۰۴:۱۸:۳۹           | ۲۳         | کامل   | ۱.۰۳۱۴ | ۰۲ دقیقه و ۰۹ ثانیه | ۶۴°۴۲′جنوبی ۱۲۳°۱۲′غربی / ۶۴٫۷°جنوبی ۱۲۳٫۲°غربی | ۱۴۱ کیلومتر (۸۸ مایل)  |                 | [ ۱ ] |
| ۱۸ ژوئن ۱۱۵۴    | ۱۳:۵۶:۵۶           | ۲۸         | حلقه‌ای | ۰.۹۷۹۳ | ۰۱ دقیقه و ۴۴ ثانیه | ۶۰°۵۴′شمالی ۸۴°۳۰′شرقی / ۶۰٫۹°شمالی ۸۴٫۵°شرقی   | ۹۴ کیلومتر (۵۸ مایل)   |                 | [ ۱ ] |
| ۱۳ دسامبر ۱۱۵۴  | ۱۶:۳۷:۲۱           | ۳۳         | حلقه‌ای | ۰.۹۸۴۴ | ۰۱ دقیقه و ۴۳ ثانیه | ۲۱°۰۶′جنوبی ۴۷°۱۸′شرقی / ۲۱٫۱°جنوبی ۴۷٫۳°شرقی   | ۵۵ کیلومتر (۳۴ مایل)   |                 | [ ۱ ] |
| ۶ ژوئن ۱۱۵۳     | ۲۳:۴۲:۳۲           | ۳۸         | کامل   | ۱.۰۳۹۲ | ۰۴ دقیقه و ۰۴ ثانیه | ۱۰°۴۸′شمالی ۵۹°۵۴′غربی / ۱۰٫۸°شمالی ۵۹٫۹°غربی   | ۱۳۴ کیلومتر (۸۳ مایل)  |                 | [ ۱ ] |
| ۱ دسامبر ۱۱۵۳   | ۲۱:۵۴:۲۰           | ۴۳         | حلقه‌ای | ۰.۹۲۸۰ | ۰۸ دقیقه و ۵۷ ثانیه | ۲۸°۰۰′شمالی ۲۷°۳۰′غربی / ۲۸٫۰°شمالی ۲۷٫۵°غربی   | ۴۰۹ کیلومتر (۲۵۴ مایل) |                 | [ ۱ ] |
| ۲۷ مه ۱۱۵۲      | ۱۵:۲۱:۳۸           | ۴۸         | کامل   | ۱.۰۶۷۶ | ۰۵ دقیقه و ۰۴ ثانیه | ۴۷°۲۴′جنوبی ۷۶°۳۰′شرقی / ۴۷٫۴°جنوبی ۷۶٫۵°شرقی   | ۵۶۷ کیلومتر (۳۵۲ مایل) |                 | [ ۱ ] |
| ۲۰ نوامبر ۱۱۵۲  | ۲۱:۲۰:۰۹           | ۵۳         | جزئی   | ۰.۲۳۰۷ | —                   | ۶۹°۳۰′شمالی ۶°۱۸′شرقی / ۶۹٫۵°شمالی ۶٫۳°شرقی     | —                      |                 | [ ۱ ] |
| ۱۸ آوریل ۱۱۵۱   | ۰۱:۰۶:۱۶           | ۲۰         | کامل   | ۱.۰۳۷۸ | ۰۲ دقیقه و ۳۱ ثانیه | ۶۲°۳۰′شمالی ۱۱۳°۵۴′غربی / ۶۲٫۵°شمالی ۱۱۳٫۹°غربی | ۲۶۳ کیلومتر (۱۶۳ مایل) |                 | [ ۱ ] |
| ۱۱ اکتبر ۱۱۵۱   | ۰۶:۲۲:۲۳           | ۲۵         | حلقه‌ای | ۰.۹۶۹۳ | ۰۲ دقیقه و ۲۴ ثانیه | ۵۹°۱۲′جنوبی ۱۶۷°۴۸′شرقی / ۵۹٫۲°جنوبی ۱۶۷٫۸°شرقی | ۲۲۷ کیلومتر (۱۴۱ مایل) |                 | [ ۱ ] |
| ۷ آوریل ۱۱۵۰    | ۱۲:۰۷:۴۶           | ۳۰         | حلقه‌ای | ۰.۹۸۹۳ | ۰۱ دقیقه و ۱۱ ثانیه | ۹°۲۴′شمالی ۱۱۳°۴۸′شرقی / ۹٫۴°شمالی ۱۱۳٫۸°شرقی   | ۳۸ کیلومتر (۲۴ مایل)   |                 | [ ۱ ] |
| ۳۰ سپتامبر ۱۱۵۰ | ۱۷:۴۹:۳۶           | ۳۵         | کامل   | ۱.۰۳۳۱ | ۰۳ دقیقه و ۰۹ ثانیه | ۶°۱۲′جنوبی ۲۵°۵۴′شرقی / ۶٫۲°جنوبی ۲۵٫۹°شرقی     | ۱۱۳ کیلومتر (۷۰ مایل)  |                 | [ ۱ ] |
| ۲۶ مارس ۱۱۴۹    | ۱۵:۵۰:۱۹           | ۴۰         | حلقه‌ای | ۰.۹۴۳۶ | ۰۵ دقیقه و ۵۵ ثانیه | ۴۰°۱۸′جنوبی ۷۶°۴۸′شرقی / ۴۰٫۳°جنوبی ۷۶٫۸°شرقی   | ۲۷۱ کیلومتر (۱۶۸ مایل) |                 | [ ۱ ] |
| ۱۹ سپتامبر ۱۱۴۹ | ۰۹:۳۱:۳۵           | ۴۵         | کامل   | ۱.۰۵۲۸ | ۰۴ دقیقه و ۱۰ ثانیه | ۳۷°۰۶′شمالی ۱۶۵°۱۸′شرقی / ۳۷٫۱°شمالی ۱۶۵٫۳°شرقی | ۲۰۷ کیلومتر (۱۲۹ مایل) |                 | [ ۱ ] |
| ۱۴ فوریه ۱۱۴۸   | ۰۰:۳۸:۴۵           | ۱۲         | جزئی   | ۰.۰۸۹۰ | —                   | ۶۹°۴۲′شمالی ۱۰۴°۲۴′غربی / ۶۹٫۷°شمالی ۱۰۴٫۴°غربی | —                      |                 | [ ۱ ] |
| ۱۵ مارس ۱۱۴۸    | ۱۶:۰۳:۲۴           | ۵۰         | جزئی   | ۰.۳۱۶۱ | —                   | ۷۱°۳۰′جنوبی ۱۶۸°۴۲′شرقی / ۷۱٫۵°جنوبی ۱۶۸٫۷°شرقی | —                      |                 | [ ۱ ] |
| ۱۰ اوت ۱۱۴۸     | ۱۴:۰۴:۵۰           | ۱۷         | جزئی   | ۰.۲۰۱۸ | —                   | ۶۹°۰۰′جنوبی ۶۰°۱۸′شرقی / ۶۹٫۰°جنوبی ۶۰٫۳°شرقی   | —                      |                 | [ ۱ ] |
| ۹ سپتامبر ۱۱۴۸  | ۰۰:۵۰:۰۱           | ۵۵         | جزئی   | ۰.۵۲۰۶ | —                   | ۷۱°۰۰′شمالی ۴۴°۲۴′شرقی / ۷۱٫۰°شمالی ۴۴٫۴°شرقی   | —                      |                 | [ ۱ ] |
| ۳ فوریه ۱۱۴۷    | ۰۸:۰۴:۵۶           | ۲۲         | مرکب   | ۱.۰۰۲۲ | ۰۰ دقیقه و ۱۳ ثانیه | ۲۶°۴۸′شمالی ۱۷۳°۱۸′شرقی / ۲۶٫۸°شمالی ۱۷۳٫۳°شرقی | ۱۱ کیلومتر (۶٫۸ مایل)  |                 | [ ۱ ] |
| ۳۰ ژوئیه ۱۱۴۷   | ۲۱:۱۱:۳۳           | ۲۷         | حلقه‌ای | ۰.۹۵۵۴ | ۰۵ دقیقه و ۲۲ ثانیه | ۲۶°۴۸′جنوبی ۲۵°۰۰′غربی / ۲۶٫۸°جنوبی ۲۵٫۰°غربی   | ۲۴۴ کیلومتر (۱۵۲ مایل) |                 | [ ۱ ] |
| ۲۳ ژانویه ۱۱۴۶  | ۲۱:۴۹:۲۲           | ۳۲         | کامل   | ۱.۰۴۹۳ | ۰۴ دقیقه و ۳۳ ثانیه | ۲۱°۵۴′جنوبی ۲۶°۴۲′غربی / ۲۱٫۹°جنوبی ۲۶٫۷°غربی   | ۱۶۴ کیلومتر (۱۰۲ مایل) |                 | [ ۱ ] |
| ۱۹ ژوئیه ۱۱۴۶   | ۲۲:۱۵:۲۷           | ۳۷         | حلقه‌ای | ۰.۹۴۲۳ | ۰۷ دقیقه و ۳۶ ثانیه | ۲۲°۵۴′شمالی ۳۷°۳۰′غربی / ۲۲٫۹°شمالی ۳۷٫۵°غربی   | ۲۱۳ کیلومتر (۱۳۲ مایل) |                 | [ ۱ ] |
| ۱۳ ژانویه ۱۱۴۵  | ۱۳:۵۲:۴۳           | ۴۲         | کامل   | ۱.۰۴۲۳ | ۰۲ دقیقه و ۴۸ ثانیه | ۶۶°۴۲′جنوبی ۹۱°۲۴′شرقی / ۶۶٫۷°جنوبی ۹۱٫۴°شرقی   | ۱۹۵ کیلومتر (۱۲۱ مایل) |                 | [ ۱ ] |
| ۷ ژوئیه ۱۱۴۵    | ۲۳:۴۴:۲۰           | ۴۷         | حلقه‌ای | ۰.۹۶۳۸ | ۰۲ دقیقه و ۴۸ ثانیه | ۷۱°۴۲′شمالی ۷۰°۰۶′غربی / ۷۱٫۷°شمالی ۷۰٫۱°غربی   | ۱۹۷ کیلومتر (۱۲۲ مایل) |                 | [ ۱ ] |
| ۳ دسامبر ۱۱۴۵   | ۱۳:۳۲:۱۹           | ۱۴         | جزئی   | ۰.۲۳۳۲ | —                   | ۶۳°۰۶′شمالی ۱۳۲°۵۴′شرقی / ۶۳٫۱°شمالی ۱۳۲٫۹°شرقی | —                      |                 | [ ۱ ] |
| ۲ ژانویه ۱۱۴۴   | ۰۳:۳۳:۳۴           | ۵۲         | جزئی   | ۰.۲۳۹۴ | —                   | ۶۵°۴۸′جنوبی ۷۵°۵۴′شرقی / ۶۵٫۸°جنوبی ۷۵٫۹°شرقی   | —                      |                 | [ ۱ ] |
| ۲۸ مه ۱۱۴۴      | ۲۳:۱۴:۲۸           | ۱۹         | جزئی   | ۰.۷۵۰۶ | —                   | ۶۲°۴۲′جنوبی ۷°۳۶′غربی / ۶۲٫۷°جنوبی ۷٫۶°غربی     | —                      |                 | [ ۱ ] |
| ۲۷ ژوئن ۱۱۴۴    | ۰۷:۴۷:۱۳           | ۵۷         | جزئی   | ۰.۱۶۸۳ | —                   | ۶۵°۰۰′شمالی ۱۸°۳۰′شرقی / ۶۵٫۰°شمالی ۱۸٫۵°شرقی   | —                      |                 | [ ۱ ] |
| ۲۲ نوامبر ۱۱۴۴  | ۱۶:۴۲:۱۰           | ۲۴         | حلقه‌ای | ۰.۹۱۷۹ | ۰۹ دقیقه و ۳۶ ثانیه | ۳۰°۳۰′شمالی ۶۳°۰۰′شرقی / ۳۰٫۵°شمالی ۶۳٫۰°شرقی   | ۴۹۴ کیلومتر (۳۰۷ مایل) |                 | [ ۱ ] |
| ۱۸ مه ۱۱۴۳      | ۱۵:۴۸:۳۶           | ۲۹         | کامل   | ۱.۰۸۰۹ | ۰۶ دقیقه و ۵۶ ثانیه | ۳°۴۲′جنوبی ۶۵°۲۴′شرقی / ۳٫۷°جنوبی ۶۵٫۴°شرقی     | ۲۸۰ کیلومتر (۱۷۰ مایل) |                 | [ ۱ ] |
| ۱۱ نوامبر ۱۱۴۳  | ۱۵:۳۸:۴۳           | ۳۴         | حلقه‌ای | ۰.۹۲۰۹ | ۰۹ دقیقه و ۴۳ ثانیه | ۸°۵۴′جنوبی ۶۱°۴۸′شرقی / ۸٫۹°جنوبی ۶۱٫۸°شرقی     | ۳۰۱ کیلومتر (۱۸۷ مایل) |                 | [ ۱ ] |
| ۸ مه ۱۱۴۲       | ۰۸:۴۰:۴۱           | ۳۹         | کامل   | ۱.۰۵۸۷ | ۰۴ دقیقه و ۳۶ ثانیه | ۳۳°۱۲′شمالی ۱۵۳°۲۴′شرقی / ۳۳٫۲°شمالی ۱۵۳٫۴°شرقی | ۲۰۷ کیلومتر (۱۲۹ مایل) |                 | [ ۱ ] |
| ۳۱ اکتبر ۱۱۴۲   | ۱۸:۰۱:۰۲           | ۴۴         | حلقه‌ای | ۰.۹۵۸۶ | ۰۳ دقیقه و ۴۱ ثانیه | ۴۱°۱۲′جنوبی ۳°۱۲′شرقی / ۴۱٫۲°جنوبی ۳٫۲°شرقی     | ۱۸۱ کیلومتر (۱۱۲ مایل) |                 | [ ۱ ] |
| ۲۸ مارس ۱۱۴۱    | ۰۹:۱۸:۵۰           | ۱۱         | جزئی   | ۰.۰۰۹۳ | —                   | ۶۰°۳۶′جنوبی ۱۰۹°۰۰′غربی / ۶۰٫۶°جنوبی ۱۰۹٫۰°غربی | —                      |                 | [ ۱ ] |
| ۲۶ آوریل ۱۱۴۱   | ۲۱:۱۵:۱۹           | ۴۹         | جزئی   | ۰.۶۵۳۲ | —                   | ۶۱°۰۶′شمالی ۱۳۱°۳۶′غربی / ۶۱٫۱°شمالی ۱۳۱٫۶°غربی | —                      |                 | [ ۱ ] |
| ۲۰ سپتامبر ۱۱۴۱ | ۱۶:۵۳:۱۱           | ۱۶         | جزئی   | ۰.۱۲۹۰ | —                   | ۶۰°۵۴′شمالی ۱۴۱°۴۲′شرقی / ۶۰٫۹°شمالی ۱۴۱٫۷°شرقی | —                      |                 | [ ۱ ] |
| ۲۰ اکتبر ۱۱۴۱   | ۰۳:۴۶:۵۳           | ۵۴         | جزئی   | ۰.۵۸۹۴ | —                   | ۶۰°۴۸′جنوبی ۱۳۵°۱۲′شرقی / ۶۰٫۸°جنوبی ۱۳۵٫۲°شرقی | —                      |                 | [ ۱ ] |
| ۱۷ مارس ۱۱۴۰    | ۱۱:۱۸:۲۵           | ۲۱         | حلقه‌ای | ۰.۹۳۳۸ | ۰۵ دقیقه و ۳۸ ثانیه | ۵۲°۳۰′جنوبی ۱۷۱°۴۸′شرقی / ۵۲٫۵°جنوبی ۱۷۱٫۸°شرقی | ۴۵۲ کیلومتر (۲۸۱ مایل) |                 | [ ۱ ] |
| ۱۰ سپتامبر ۱۱۴۰ | ۰۹:۰۳:۰۲           | ۲۶         | کامل   | ۱.۰۴۷۴ | ۰۳ دقیقه و ۰۵ ثانیه | ۵۲°۱۸′شمالی ۱۶۲°۵۴′غربی / ۵۲٫۳°شمالی ۱۶۲٫۹°غربی | ۲۵۳ کیلومتر (۱۵۷ مایل) |                 | [ ۱ ] |
| ۶ مارس ۱۱۳۹     | ۱۱:۵۰:۴۷           | ۳۱         | حلقه‌ای | ۰.۹۵۳۲ | ۰۵ دقیقه و ۰۷ ثانیه | ۱۵°۰۰′جنوبی ۱۲۵°۱۲′شرقی / ۱۵٫۰°جنوبی ۱۲۵٫۲°شرقی | ۱۷۲ کیلومتر (۱۰۷ مایل) |                 | [ ۱ ] |
| ۳۰ اوت ۱۱۳۹     | ۲۳:۲۸:۴۳           | ۳۶         | مرکب   | ۱.۰۱۶۸ | ۰۱ دقیقه و ۳۲ ثانیه | ۱۸°۰۰′شمالی ۵۳°۱۲′غربی / ۱۸٫۰°شمالی ۵۳٫۲°غربی   | ۵۸ کیلومتر (۳۶ مایل)   |                 | [ ۱ ] |
| ۲۳ فوریه ۱۱۳۸   | ۱۷:۵۳:۲۴           | ۴۱         | حلقه‌ای | ۰.۹۹۶۵ | ۰۰ دقیقه و ۲۰ ثانیه | ۲۲°۳۰′شمالی ۱۵°۰۰′شرقی / ۲۲٫۵°شمالی ۱۵٫۰°شرقی   | ۱۶ کیلومتر (۹٫۹ مایل)  |                 | [ ۱ ] |
| ۲۰ اوت ۱۱۳۸     | ۰۷:۵۸:۵۲           | ۴۶         | حلقه‌ای | ۰.۹۶۱۰ | ۰۴ دقیقه و ۱۷ ثانیه | ۲۲°۲۴′جنوبی ۱۶۰°۳۰′شرقی / ۲۲٫۴°جنوبی ۱۶۰٫۵°شرقی | ۱۸۶ کیلومتر (۱۱۶ مایل) |                 | [ ۱ ] |
| ۱۴ ژانویه ۱۱۳۷  | ۲۱:۱۲:۰۳           | ۱۳         | جزئی   | ۰.۴۰۹۱ | —                   | ۶۴°۱۸′جنوبی ۱۳۳°۱۲′شرقی / ۶۴٫۳°جنوبی ۱۳۳٫۲°شرقی | —                      |                 | [ ۱ ] |
| ۱۳ فوریه ۱۱۳۷   | ۰۶:۴۵:۵۴           | ۵۱         | جزئی   | ۰.۴۱۹۱ | —                   | ۶۲°۰۶′شمالی ۱۴۴°۳۶′شرقی / ۶۲٫۱°شمالی ۱۴۴٫۶°شرقی | —                      |                 | [ ۱ ] |
| ۹ ژوئیه ۱۱۳۷    | ۱۷:۴۴:۴۵           | ۱۸         | جزئی   | ۰.۱۴۶۳ | —                   | ۶۵°۰۶′شمالی ۱۷۰°۱۲′غربی / ۶۵٫۱°شمالی ۱۷۰٫۲°غربی | —                      |                 | [ ۱ ] |
| ۸ اوت ۱۱۳۷      | ۰۹:۴۴:۳۲           | ۵۶         | جزئی   | ۰.۲۳۶۸ | —                   | ۶۲°۴۲′جنوبی ۱۰۳°۴۸′شرقی / ۶۲٫۷°جنوبی ۱۰۳٫۸°شرقی | —                      |                 | [ ۱ ] |
| ۳ ژانویه ۱۱۳۶   | ۱۲:۵۹:۵۰           | ۲۳         | کامل   | ۱.۰۳۱۴ | ۰۲ دقیقه و ۰۸ ثانیه | ۶۴°۵۴′جنوبی ۱۱۴°۱۲′شرقی / ۶۴٫۹°جنوبی ۱۱۴٫۲°شرقی | ۱۴۲ کیلومتر (۸۸ مایل)  |                 | [ ۱ ] |
| ۲۸ ژوئن ۱۱۳۶    | ۲۰:۴۳:۵۱           | ۲۸         | حلقه‌ای | ۰.۹۷۹۹ | ۰۱ دقیقه و ۳۴ ثانیه | ۶۷°۱۸′شمالی ۱۰°۴۲′غربی / ۶۷٫۳°شمالی ۱۰٫۷°غربی   | ۹۹ کیلومتر (۶۲ مایل)   |                 | [ ۱ ] |
| ۲۴ دسامبر ۱۱۳۶  | ۰۱:۰۵:۲۸           | ۳۳         | حلقه‌ای | ۰.۹۸۲۸ | ۰۱ دقیقه و ۵۴ ثانیه | ۲۲°۲۴′جنوبی ۸۰°۰۰′غربی / ۲۲٫۴°جنوبی ۸۰٫۰°غربی   | ۶۱ کیلومتر (۳۸ مایل)   |                 | [ ۱ ] |
| ۱۸ ژوئن ۱۱۳۵    | ۰۶:۵۴:۱۵           | ۳۸         | کامل   | ۱.۰۴۱۸ | ۰۴ دقیقه و ۱۳ ثانیه | ۱۶°۴۲′شمالی ۱۶۹°۴۲′غربی / ۱۶٫۷°شمالی ۱۶۹٫۷°غربی | ۱۴۱ کیلومتر (۸۸ مایل)  |                 | [ ۱ ] |
| ۱۳ دسامبر ۱۱۳۵  | ۰۶:۰۱:۴۰           | ۴۳         | حلقه‌ای | ۰.۹۲۷۰ | ۰۹ دقیقه و ۱۹ ثانیه | ۲۶°۰۰′شمالی ۱۵۳°۲۴′غربی / ۲۶٫۰°شمالی ۱۵۳٫۴°غربی | ۴۱۴ کیلومتر (۲۵۷ مایل) |                 | [ ۱ ] |
| ۷ ژوئن ۱۱۳۴     | ۲۲:۴۵:۵۸           | ۴۸         | کامل   | ۱.۰۷۰۸ | ۰۵ دقیقه و ۴۸ ثانیه | ۳۶°۳۰′جنوبی ۴۲°۴۲′غربی / ۳۶٫۵°جنوبی ۴۲٫۷°غربی   | ۴۳۳ کیلومتر (۲۶۹ مایل) |                 | [ ۱ ] |
| ۲ دسامبر ۱۱۳۴   | ۰۵:۲۱:۱۰           | ۵۳         | جزئی   | ۰.۲۳۷۹ | —                   | ۶۸°۳۰′شمالی ۱۲۷°۲۴′غربی / ۶۸٫۵°شمالی ۱۲۷٫۴°غربی | —                      |                 | [ ۱ ] |
| ۲۸ آوریل ۱۱۳۳   | ۰۸:۲۴:۱۷           | ۲۰         | کامل   | ۱.۰۳۳۱ | ۰۱ دقیقه و ۵۸ ثانیه | ۷۲°۵۴′شمالی ۱۰۶°۳۰′شرقی / ۷۲٫۹°شمالی ۱۰۶٫۵°شرقی | ۳۶۰ کیلومتر (۲۲۰ مایل) |                 | [ ۱ ] |
| ۲۱ اکتبر ۱۱۳۳   | ۱۴:۴۲:۴۶           | ۲۵         | حلقه‌ای | ۰.۹۷۰۳ | ۰۲ دقیقه و ۱۲ ثانیه | ۶۳°۴۸′جنوبی ۳۶°۴۲′شرقی / ۶۳٫۸°جنوبی ۳۶٫۷°شرقی   | ۲۲۵ کیلومتر (۱۴۰ مایل) |                 | [ ۱ ] |
| ۱۷ آوریل ۱۱۳۲   | ۱۹:۰۳:۱۳           | ۳۰         | حلقه‌ای | ۰.۹۸۷۷ | ۰۱ دقیقه و ۲۱ ثانیه | ۱۷°۴۲′شمالی ۶°۰۶′شرقی / ۱۷٫۷°شمالی ۶٫۱°شرقی     | ۴۴ کیلومتر (۲۷ مایل)   |                 | [ ۱ ] |
| ۱۱ اکتبر ۱۱۳۲   | ۰۲:۲۳:۵۶           | ۳۵         | کامل   | ۱.۰۳۲۹ | ۰۳ دقیقه و ۰۵ ثانیه | ۱۱°۱۸′جنوبی ۱۰۵°۰۰′غربی / ۱۱٫۳°جنوبی ۱۰۵٫۰°غربی | ۱۱۲ کیلومتر (۷۰ مایل)  |                 | [ ۱ ] |
| ۶ آوریل ۱۱۳۱    | ۲۲:۲۶:۳۴           | ۴۰         | حلقه‌ای | ۰.۹۴۵۶ | ۰۶ دقیقه و ۱۰ ثانیه | ۳۱°۱۲′جنوبی ۲۸°۰۶′غربی / ۳۱٫۲°جنوبی ۲۸٫۱°غربی   | ۲۴۲ کیلومتر (۱۵۰ مایل) |                 | [ ۱ ] |
| ۳۰ سپتامبر ۱۱۳۱ | ۱۸:۰۴:۰۶           | ۴۵         | کامل   | ۱.۰۴۹۸ | ۰۴ دقیقه و ۰۵ ثانیه | ۳۱°۳۰′شمالی ۳۴°۱۸′شرقی / ۳۱٫۵°شمالی ۳۴٫۳°شرقی   | ۱۹۳ کیلومتر (۱۲۰ مایل) |                 | [ ۱ ] |
| ۲۵ فوریه ۱۱۳۰   | ۰۸:۰۰:۱۹           | ۱۲         | جزئی   | ۰.۰۱۷۷ | —                   | ۷۰°۲۴′شمالی ۱۳۱°۰۰′شرقی / ۷۰٫۴°شمالی ۱۳۱٫۰°شرقی | —                      |                 | [ ۱ ] |
| ۲۶ مارس ۱۱۳۰    | ۲۲:۴۹:۴۸           | ۵۰         | جزئی   | ۰.۴۳۱۴ | —                   | ۷۱°۴۸′جنوبی ۵۱°۴۸′شرقی / ۷۱٫۸°جنوبی ۵۱٫۸°شرقی   | —                      |                 | [ ۱ ] |
| ۲۱ اوت ۱۱۳۰     | ۲۱:۴۴:۲۵           | ۱۷         | جزئی   | ۰.۱۱۷۸ | —                   | ۶۹°۵۴′جنوبی ۶۸°۱۸′غربی / ۶۹٫۹°جنوبی ۶۸٫۳°غربی   | —                      |                 | [ ۱ ] |
| ۲۰ سپتامبر ۱۱۳۰ | ۰۹:۰۴:۱۶           | ۵۵         | جزئی   | ۰.۵۵۷۲ | —                   | ۷۱°۲۴′شمالی ۹۴°۱۸′غربی / ۷۱٫۴°شمالی ۹۴٫۳°غربی   | —                      |                 | [ ۱ ] |
| ۱۴ فوریه ۱۱۲۹   | ۱۶:۰۱:۴۳           | ۲۲         | مرکب   | ۱.۰۰۸۰ | ۰۰ دقیقه و ۴۶ ثانیه | ۳۱°۴۸′شمالی ۴۹°۱۲′شرقی / ۳۱٫۸°شمالی ۴۹٫۲°شرقی   | ۴۲ کیلومتر (۲۶ مایل)   |                 | [ ۱ ] |
| ۱۰ اوت ۱۱۲۹     | ۰۴:۱۵:۳۱           | ۲۷         | حلقه‌ای | ۰.۹۴۹۰ | ۰۵ دقیقه و ۴۹ ثانیه | ۳۴°۰۶′جنوبی ۱۳۶°۳۰′غربی / ۳۴٫۱°جنوبی ۱۳۶٫۵°غربی | ۳۱۴ کیلومتر (۱۹۵ مایل) |                 | [ ۱ ] |
| ۳ فوریه ۱۱۲۸    | ۰۶:۱۱:۵۰           | ۳۲         | کامل   | ۱.۰۵۳۸ | ۰۴ دقیقه و ۵۹ ثانیه | ۱۸°۱۸′جنوبی ۱۵۳°۱۸′غربی / ۱۸٫۳°جنوبی ۱۵۳٫۳°غربی | ۱۷۸ کیلومتر (۱۱۱ مایل) |                 | [ ۱ ] |
| ۳۰ ژوئیه ۱۱۲۸   | ۰۴:۵۷:۲۱           | ۳۷         | حلقه‌ای | ۰.۹۳۹۸ | ۰۸ دقیقه و ۱۱ ثانیه | ۱۷°۲۴′شمالی ۱۳۹°۱۲′غربی / ۱۷٫۴°شمالی ۱۳۹٫۲°غربی | ۲۲۴ کیلومتر (۱۳۹ مایل) |                 | [ ۱ ] |
| ۲۳ ژانویه ۱۱۲۷  | ۲۲:۲۳:۴۵           | ۴۲         | کامل   | ۱.۰۴۴۰ | ۰۲ دقیقه و ۵۸ ثانیه | ۶۳°۳۶′جنوبی ۳۰°۰۰′غربی / ۶۳٫۶°جنوبی ۳۰٫۰°غربی   | ۱۹۸ کیلومتر (۱۲۳ مایل) |                 | [ ۱ ] |
| ۱۹ ژوئیه ۱۱۲۷   | ۰۶:۳۵:۴۰           | ۴۷         | حلقه‌ای | ۰.۹۶۵۳ | ۰۲ دقیقه و ۵۱ ثانیه | ۶۵°۲۴′شمالی ۱۶۳°۱۲′غربی / ۶۵٫۴°شمالی ۱۶۳٫۲°غربی | ۱۷۰ کیلومتر (۱۱۰ مایل) |                 | [ ۱ ] |
| ۱۴ دسامبر ۱۱۲۷  | ۲۱:۵۶:۴۱           | ۱۴         | جزئی   | ۰.۲۲۲۶ | —                   | ۶۴°۰۰′شمالی ۴°۰۶′غربی / ۶۴٫۰°شمالی ۴٫۱°غربی     | —                      |                 | [ ۱ ] |
| ۱۳ ژانویه ۱۱۲۶  | ۱۱:۵۶:۱۶           | ۵۲         | جزئی   | ۰.۲۵۳۴ | —                   | ۶۶°۴۸′جنوبی ۶۱°۵۴′غربی / ۶۶٫۸°جنوبی ۶۱٫۹°غربی   | —                      |                 | [ ۱ ] |
| ۹ ژوئن ۱۱۲۶     | ۰۶:۲۹:۳۱           | ۱۹         | جزئی   | ۰.۶۱۶۱ | —                   | ۶۳°۳۰′جنوبی ۱۲۷°۱۸′غربی / ۶۳٫۵°جنوبی ۱۲۷٫۳°غربی | —                      |                 | [ ۱ ] |
| ۸ ژوئیه ۱۱۲۶    | ۱۵:۰۱:۰۸           | ۵۷         | جزئی   | ۰.۳۰۱۸ | —                   | ۶۵°۵۴′شمالی ۱۰۱°۳۶′غربی / ۶۵٫۹°شمالی ۱۰۱٫۶°غربی | —                      |                 | [ ۱ ] |
| ۴ دسامبر ۱۱۲۶   | ۰۰:۴۷:۱۹           | ۲۴         | حلقه‌ای | ۰.۹۱۶۹ | ۱۰ دقیقه و ۰۷ ثانیه | ۲۹°۲۴′شمالی ۶۲°۳۰′غربی / ۲۹٫۴°شمالی ۶۲٫۵°غربی   | ۵۰۸ کیلومتر (۳۱۶ مایل) |                 | [ ۱ ] |
| ۲۸ مه ۱۱۲۵      | ۲۳:۱۳:۳۰           | ۲۹         | کامل   | ۱.۰۸۰۴ | ۰۷ دقیقه و ۰۳ ثانیه | ۵°۴۸′جنوبی ۴۷°۰۶′غربی / ۵٫۸°جنوبی ۴۷٫۱°غربی     | ۲۸۸ کیلومتر (۱۷۹ مایل) |                 | [ ۱ ] |
| ۲۱ نوامبر ۱۱۲۵  | ۲۳:۴۲:۱۹           | ۳۴         | حلقه‌ای | ۰.۹۲۱۸ | ۰۹ دقیقه و ۵۲ ثانیه | ۱۱°۵۴′جنوبی ۶۰°۲۴′غربی / ۱۱٫۹°جنوبی ۶۰٫۴°غربی   | ۲۹۸ کیلومتر (۱۸۵ مایل) |                 | [ ۱ ] |
| ۱۸ مه ۱۱۲۴      | ۱۵:۵۷:۴۱           | ۳۹         | کامل   | ۱.۰۵۶۹ | ۰۴ دقیقه و ۳۵ ثانیه | ۳۲°۵۴′شمالی ۴۵°۱۸′شرقی / ۳۲٫۹°شمالی ۴۵٫۳°شرقی   | ۱۹۶ کیلومتر (۱۲۲ مایل) |                 | [ ۱ ] |
| ۱۱ نوامبر ۱۱۲۴  | ۰۲:۲۳:۳۶           | ۴۴         | حلقه‌ای | ۰.۹۶۰۶ | ۰۳ دقیقه و ۲۶ ثانیه | ۴۵°۲۴′جنوبی ۱۲۳°۲۴′غربی / ۴۵٫۴°جنوبی ۱۲۳٫۴°غربی | ۱۷۲ کیلومتر (۱۰۷ مایل) |                 | [ ۱ ] |
| ۸ مه ۱۱۲۳       | ۰۴:۰۸:۴۱           | ۴۹         | جزئی   | ۰.۷۸۵۹ | —                   | ۶۱°۳۰′شمالی ۱۱۴°۴۲′شرقی / ۶۱٫۵°شمالی ۱۱۴٫۷°شرقی | —                      |                 | [ ۱ ] |
| ۲ اکتبر ۱۱۲۳    | ۰۱:۲۴:۰۸           | ۱۶         | جزئی   | ۰.۱۰۲۴ | —                   | ۶۰°۴۸′شمالی ۳°۴۸′شرقی / ۶۰٫۸°شمالی ۳٫۸°شرقی     | —                      |                 | [ ۱ ] |
| ۳۱ اکتبر ۱۱۲۳   | ۱۲:۲۷:۲۶           | ۵۴         | جزئی   | ۰.۶۰۳۳ | —                   | ۶۱°۰۶′جنوبی ۵°۰۶′غربی / ۶۱٫۱°جنوبی ۵٫۱°غربی     | —                      |                 | [ ۱ ] |
| ۲۸ مارس ۱۱۲۲    | ۱۷:۵۹:۵۶           | ۲۱         | حلقه‌ای | ۰.۹۳۴۰ | ۰۵ دقیقه و ۲۷ ثانیه | ۵۴°۱۲′جنوبی ۷۷°۰۶′شرقی / ۵۴٫۲°جنوبی ۷۷٫۱°شرقی   | ۵۹۹ کیلومتر (۳۷۲ مایل) |                 | [ ۱ ] |
| ۲۱ سپتامبر ۱۱۲۲ | ۱۷:۲۷:۰۶           | ۲۶         | کامل   | ۱.۰۴۲۶ | ۰۲ دقیقه و ۵۰ ثانیه | ۴۹°۴۲′شمالی ۶۹°۴۸′شرقی / ۴۹٫۷°شمالی ۶۹٫۸°شرقی   | ۲۴۰ کیلومتر (۱۵۰ مایل) |                 | [ ۱ ] |
| ۱۶ مارس ۱۱۲۱    | ۱۸:۵۰:۴۳           | ۳۱         | حلقه‌ای | ۰.۹۵۸۲ | ۰۴ دقیقه و ۲۸ ثانیه | ۱۳°۵۴′جنوبی ۱۹°۴۸′شرقی / ۱۳٫۹°جنوبی ۱۹٫۸°شرقی   | ۱۵۴ کیلومتر (۹۶ مایل)  |                 | [ ۱ ] |
| ۱۰ سپتامبر ۱۱۲۱ | ۰۷:۲۹:۵۰           | ۳۶         | مرکب   | ۱.۰۱۰۵ | ۰۰ دقیقه و ۵۷ ثانیه | ۱۵°۳۶′شمالی ۱۷۴°۱۸′غربی / ۱۵٫۶°شمالی ۱۷۴٫۳°غربی | ۳۶ کیلومتر (۲۲ مایل)   |                 | [ ۱ ] |
| ۶ مارس ۱۱۲۰     | ۰۱:۲۸:۴۹           | ۴۱         | مرکب   | ۱.۰۰۳۷ | ۰۰ دقیقه و ۲۱ ثانیه | ۲۲°۲۴′شمالی ۱۰۰°۳۶′غربی / ۲۲٫۴°شمالی ۱۰۰٫۶°غربی | ۱۶ کیلومتر (۹٫۹ مایل)  |                 | [ ۱ ] |
| ۳۰ اوت ۱۱۲۰     | ۱۵:۲۴:۴۷           | ۴۶         | حلقه‌ای | ۰.۹۵۵۷ | ۰۴ دقیقه و ۴۷ ثانیه | ۲۲°۰۶′جنوبی ۴۶°۴۲′شرقی / ۲۲٫۱°جنوبی ۴۶٫۷°شرقی   | ۲۰۳ کیلومتر (۱۲۶ مایل) |                 | [ ۱ ] |
| ۲۵ ژانویه ۱۱۱۹  | ۰۵:۴۲:۰۴           | ۱۳         | جزئی   | ۰.۳۷۴۰ | —                   | ۶۳°۲۴′جنوبی ۵°۱۸′غربی / ۶۳٫۴°جنوبی ۵٫۳°غربی     | —                      |                 | [ ۱ ] |
| ۲۳ فوریه ۱۱۱۹   | ۱۴:۴۹:۱۱           | ۵۱         | جزئی   | ۰.۴۹۳۸ | —                   | ۶۱°۳۰′شمالی ۱۳°۲۴′شرقی / ۶۱٫۵°شمالی ۱۳٫۴°شرقی   | —                      |                 | [ ۱ ] |
| ۲۱ ژوئیه ۱۱۱۹   | ۰۰:۲۲:۴۸           | ۱۸         | جزئی   | ۰.۰۲۸۸ | —                   | ۶۴°۰۶′شمالی ۷۹°۰۰′شرقی / ۶۴٫۱°شمالی ۷۹٫۰°شرقی   | —                      |                 | [ ۱ ] |
| ۱۹ اوت ۱۱۱۹     | ۱۶:۴۴:۳۶           | ۵۶         | جزئی   | ۰.۳۲۶۱ | —                   | ۶۲°۰۰′جنوبی ۱۱°۴۸′غربی / ۶۲٫۰°جنوبی ۱۱٫۸°غربی   | —                      |                 | [ ۱ ] |
| ۱۴ ژانویه ۱۱۱۸  | ۲۱:۳۲:۴۲           | ۲۳         | کامل   | ۱.۰۳۱۶ | ۰۲ دقیقه و ۰۸ ثانیه | ۶۴°۰۶′جنوبی ۶°۴۲′غربی / ۶۴٫۱°جنوبی ۶٫۷°غربی     | ۱۴۵ کیلومتر (۹۰ مایل)  |                 | [ ۱ ] |
| ۱۰ ژوئیه ۱۱۱۸   | ۰۳:۳۸:۰۹           | ۲۸         | حلقه‌ای | ۰.۹۷۹۹ | ۰۱ دقیقه و ۲۸ ثانیه | ۷۲°۰۶′شمالی ۱۰۱°۰۶′غربی / ۷۲٫۱°شمالی ۱۰۱٫۱°غربی | ۱۱۰ کیلومتر (۶۸ مایل)  |                 | [ ۱ ] |
| ۴ ژانویه ۱۱۱۷   | ۰۹:۲۷:۰۸           | ۳۳         | حلقه‌ای | ۰.۹۸۱۸ | ۰۲ دقیقه و ۰۰ ثانیه | ۲۳°۰۰′جنوبی ۱۵۴°۲۴′شرقی / ۲۳٫۰°جنوبی ۱۵۴٫۴°شرقی | ۶۵ کیلومتر (۴۰ مایل)   |                 | [ ۱ ] |
| ۲۸ ژوئن ۱۱۱۷    | ۱۴:۱۰:۳۶           | ۳۸         | کامل   | ۱.۰۴۳۶ | ۰۴ دقیقه و ۱۶ ثانیه | ۲۱°۴۸′شمالی ۸۰°۰۶′شرقی / ۲۱٫۸°شمالی ۸۰٫۱°شرقی   | ۱۴۶ کیلومتر (۹۱ مایل)  |                 | [ ۱ ] |
| ۲۳ دسامبر ۱۱۱۷  | ۱۴:۰۵:۱۲           | ۴۳         | حلقه‌ای | ۰.۹۲۶۷ | ۰۹ دقیقه و ۳۰ ثانیه | ۲۴°۲۴′شمالی ۸۱°۳۶′شرقی / ۲۴٫۴°شمالی ۸۱٫۶°شرقی   | ۴۱۲ کیلومتر (۲۵۶ مایل) |                 | [ ۱ ] |
| ۱۸ ژوئن ۱۱۱۶    | ۰۶:۱۱:۴۸           | ۴۸         | کامل   | ۱.۰۷۲۵ | ۰۶ دقیقه و ۱۸ ثانیه | ۲۷°۴۸′جنوبی ۱۵۹°۴۸′غربی / ۲۷٫۸°جنوبی ۱۵۹٫۸°غربی | ۳۷۱ کیلومتر (۲۳۱ مایل) |                 | [ ۱ ] |
| ۱۲ دسامبر ۱۱۱۶  | ۱۳:۲۱:۴۸           | ۵۳         | جزئی   | ۰.۲۴۵۵ | —                   | ۶۷°۲۴′شمالی ۹۹°۳۶′شرقی / ۶۷٫۴°شمالی ۹۹٫۶°شرقی   | —                      |                 | [ ۱ ] |
| ۹ مه ۱۱۱۵       | ۱۵:۳۵:۴۴           | ۲۰         | جزئی   | ۰.۹۵۷۹ | —                   | ۷۰°۲۴′شمالی ۷۵°۵۴′غربی / ۷۰٫۴°شمالی ۷۵٫۹°غربی   | —                      |                 | [ ۱ ] |
| ۷ ژوئن ۱۱۱۵     | ۲۳:۱۶:۳۶           | ۵۸         | جزئی   | ۰.۰۳۵۴ | —                   | ۶۷°۵۴′جنوبی ۴۳°۰۰′غربی / ۶۷٫۹°جنوبی ۴۳٫۰°غربی   | —                      |                 | [ ۱ ] |
| ۱ نوامبر ۱۱۱۵   | ۲۳:۱۰:۱۳           | ۲۵         | حلقه‌ای | ۰.۹۷۱۸ | ۰۲ دقیقه و ۰۰ ثانیه | ۶۸°۱۲′جنوبی ۹۴°۵۴′غربی / ۶۸٫۲°جنوبی ۹۴٫۹°غربی   | ۲۱۴ کیلومتر (۱۳۳ مایل) |                 | [ ۱ ] |
| ۲۹ آوریل ۱۱۱۴   | ۰۱:۵۱:۴۲           | ۳۰         | حلقه‌ای | ۰.۹۸۵۵ | ۰۱ دقیقه و ۳۳ ثانیه | ۲۶°۱۲′شمالی ۹۹°۴۲′غربی / ۲۶٫۲°شمالی ۹۹٫۷°غربی   | ۵۳ کیلومتر (۳۳ مایل)   |                 | [ ۱ ] |
| ۲۲ اکتبر ۱۱۱۴   | ۱۱:۰۴:۲۶           | ۳۵         | کامل   | ۱.۰۳۳۰ | ۰۳ دقیقه و ۰۴ ثانیه | ۱۶°۱۲′جنوبی ۱۲۲°۵۴′شرقی / ۱۶٫۲°جنوبی ۱۲۲٫۹°شرقی | ۱۱۳ کیلومتر (۷۰ مایل)  |                 | [ ۱ ] |
| ۱۷ آوریل ۱۱۱۳   | ۰۴:۵۷:۳۵           | ۴۰         | حلقه‌ای | ۰.۹۴۷۲ | ۰۶ دقیقه و ۲۵ ثانیه | ۲۲°۱۲′جنوبی ۱۳۱°۰۶′غربی / ۲۲٫۲°جنوبی ۱۳۱٫۱°غربی | ۲۲۲ کیلومتر (۱۳۸ مایل) |                 | [ ۱ ] |
| ۱۱ اکتبر ۱۱۱۳   | ۰۲:۴۲:۴۵           | ۴۵         | کامل   | ۱.۰۴۶۹ | ۰۳ دقیقه و ۵۹ ثانیه | ۲۶°۲۴′شمالی ۹۸°۱۸′غربی / ۲۶٫۴°شمالی ۹۸٫۳°غربی   | ۱۸۱ کیلومتر (۱۱۲ مایل) |                 | [ ۱ ] |
| ۶ آوریل ۱۱۱۲    | ۰۵:۳۱:۲۹           | ۵۰         | جزئی   | ۰.۵۵۵۵ | —                   | ۷۱°۴۸′جنوبی ۶۴°۰۶′غربی / ۷۱٫۸°جنوبی ۶۴٫۱°غربی   | —                      |                 | [ ۱ ] |
| ۱ سپتامبر ۱۱۱۲  | ۰۵:۲۹:۵۲           | ۱۷         | جزئی   | ۰.۰۴۵۳ | —                   | ۷۰°۳۶′جنوبی ۱۶۱°۰۶′شرقی / ۷۰٫۶°جنوبی ۱۶۱٫۱°شرقی | —                      |                 | [ ۱ ] |
| ۳۰ سپتامبر ۱۱۱۲ | ۱۷:۲۴:۱۲           | ۵۵         | جزئی   | ۰.۵۸۳۴ | —                   | ۷۱°۳۶′شمالی ۱۲۵°۱۲′شرقی / ۷۱٫۶°شمالی ۱۲۵٫۲°شرقی | —                      |                 | [ ۱ ] |
| ۲۴ فوریه ۱۱۱۱   | ۲۳:۵۲:۱۲           | ۲۲         | کامل   | ۱.۰۱۳۶ | ۰۱ دقیقه و ۱۳ ثانیه | ۳۷°۵۴′شمالی ۷۴°۰۶′غربی / ۳۷٫۹°شمالی ۷۴٫۱°غربی   | ۷۶ کیلومتر (۴۷ مایل)   |                 | [ ۱ ] |
| ۲۱ اوت ۱۱۱۱     | ۱۱:۲۶:۴۲           | ۲۷         | حلقه‌ای | ۰.۹۴۲۵ | ۰۶ دقیقه و ۰۷ ثانیه | ۴۱°۴۲′جنوبی ۱۰۹°۰۰′شرقی / ۴۱٫۷°جنوبی ۱۰۹٫۰°شرقی | ۴۰۹ کیلومتر (۲۵۴ مایل) |                 | [ ۱ ] |
| ۱۴ فوریه ۱۱۱۰   | ۱۴:۲۵:۲۴           | ۳۲         | کامل   | ۱.۰۵۸۳ | ۰۵ دقیقه و ۲۳ ثانیه | ۱۳°۳۰′جنوبی ۸۱°۳۶′شرقی / ۱۳٫۵°جنوبی ۸۱٫۶°شرقی   | ۱۹۲ کیلومتر (۱۱۹ مایل) |                 | [ ۱ ] |
| ۱۰ اوت ۱۱۱۰     | ۱۱:۴۹:۲۶           | ۳۷         | حلقه‌ای | ۰.۹۳۷۲ | ۰۸ دقیقه و ۳۹ ثانیه | ۱۱°۳۶′شمالی ۱۱۵°۵۴′شرقی / ۱۱٫۶°شمالی ۱۱۵٫۹°شرقی | ۲۳۶ کیلومتر (۱۴۷ مایل) |                 | [ ۱ ] |
| ۴ فوریه ۱۱۰۹    | ۰۶:۴۵:۴۸           | ۴۲         | کامل   | ۱.۰۴۵۸ | ۰۳ دقیقه و ۱۲ ثانیه | ۵۹°۰۰′جنوبی ۱۵۲°۲۴′غربی / ۵۹٫۰°جنوبی ۱۵۲٫۴°غربی | ۲۰۰ کیلومتر (۱۲۰ مایل) |                 | [ ۱ ] |
| ۲۹ ژوئیه ۱۱۰۹   | ۱۳:۳۶:۴۲           | ۴۷         | حلقه‌ای | ۰.۹۶۶۳ | ۰۲ دقیقه و ۵۶ ثانیه | ۵۸°۴۸′شمالی ۹۵°۲۴′شرقی / ۵۸٫۸°شمالی ۹۵٫۴°شرقی   | ۱۵۳ کیلومتر (۹۵ مایل)  |                 | [ ۱ ] |
| ۲۵ دسامبر ۱۱۰۹  | ۰۶:۱۵:۰۸           | ۱۴         | جزئی   | ۰.۲۰۵۵ | —                   | ۶۵°۰۰′شمالی ۱۳۹°۵۴′غربی / ۶۵٫۰°شمالی ۱۳۹٫۹°غربی | —                      |                 | [ ۱ ] |
| ۲۳ ژانویه ۱۱۰۸  | ۲۰:۱۰:۰۹           | ۵۲         | جزئی   | ۰.۲۷۸۱ | —                   | ۶۷°۵۴′جنوبی ۱۶۲°۰۶′شرقی / ۶۷٫۹°جنوبی ۱۶۲٫۱°شرقی | —                      |                 | [ ۱ ] |
| ۱۹ ژوئن ۱۱۰۸    | ۱۳:۴۸:۳۶           | ۱۹         | جزئی   | ۰.۴۸۶۹ | —                   | ۶۴°۲۴′جنوبی ۱۱۱°۵۴′شرقی / ۶۴٫۴°جنوبی ۱۱۱٫۹°شرقی | —                      |                 | [ ۱ ] |
| ۱۸ ژوئیه ۱۱۰۸   | ۲۲:۲۲:۵۷           | ۵۷         | جزئی   | ۰.۴۲۵۳ | —                   | ۶۶°۵۴′شمالی ۱۳۶°۰۰′شرقی / ۶۶٫۹°شمالی ۱۳۶٫۰°شرقی | —                      |                 | [ ۱ ] |
| ۱۴ دسامبر ۱۱۰۸  | ۰۸:۴۹:۰۴           | ۲۴         | حلقه‌ای | ۰.۹۱۶۶ | ۱۰ دقیقه و ۲۷ ثانیه | ۲۹°۱۲′شمالی ۱۷۲°۴۸′شرقی / ۲۹٫۲°شمالی ۱۷۲٫۸°شرقی | ۵۲۲ کیلومتر (۳۲۴ مایل) |                 | [ ۱ ] |
| ۹ ژوئن ۱۱۰۷     | ۰۶:۳۷:۴۹           | ۲۹         | کامل   | ۱.۰۷۸۸ | ۰۷ دقیقه و ۰۴ ثانیه | ۸°۵۴′جنوبی ۱۵۹°۵۴′غربی / ۸٫۹°جنوبی ۱۵۹٫۹°غربی   | ۲۹۷ کیلومتر (۱۸۵ مایل) |                 | [ ۱ ] |
| ۳ دسامبر ۱۱۰۷   | ۰۷:۴۶:۴۵           | ۳۴         | حلقه‌ای | ۰.۹۲۳۴ | ۰۹ دقیقه و ۵۴ ثانیه | ۱۴°۱۲′جنوبی ۱۷۷°۲۴′شرقی / ۱۴٫۲°جنوبی ۱۷۷٫۴°شرقی | ۲۹۱ کیلومتر (۱۸۱ مایل) |                 | [ ۱ ] |
| ۲۹ مه ۱۱۰۶      | ۲۳:۱۲:۰۷           | ۳۹         | کامل   | ۱.۰۵۴۱ | ۰۴ دقیقه و ۳۲ ثانیه | ۳۱°۵۴′شمالی ۶۲°۰۰′غربی / ۳۱٫۹°شمالی ۶۲٫۰°غربی   | ۱۸۳ کیلومتر (۱۱۴ مایل) |                 | [ ۱ ] |
| ۲۲ نوامبر ۱۱۰۶  | ۱۰:۴۹:۲۰           | ۴۴         | حلقه‌ای | ۰.۹۶۳۲ | ۰۳ دقیقه و ۰۹ ثانیه | ۴۹°۲۴′جنوبی ۱۱۰°۱۲′شرقی / ۴۹٫۴°جنوبی ۱۱۰٫۲°شرقی | ۱۶۱ کیلومتر (۱۰۰ مایل) |                 | [ ۱ ] |
| ۱۸ مه ۱۱۰۵      | ۱۰:۵۸:۰۵           | ۴۹         | جزئی   | ۰.۹۲۲۱ | —                   | ۶۲°۰۰′شمالی ۲°۰۰′شرقی / ۶۲٫۰°شمالی ۲٫۰°شرقی     | —                      |                 | [ ۱ ] |
| ۱۲ اکتبر ۱۱۰۵   | ۱۰:۰۳:۰۰           | ۱۶         | جزئی   | ۰.۰۸۷۰ | —                   | ۶۰°۴۸′شمالی ۱۳۶°۰۰′غربی / ۶۰٫۸°شمالی ۱۳۶٫۰°غربی | —                      |                 | [ ۱ ] |
| ۱۰ نوامبر ۱۱۰۵  | ۲۱:۱۲:۵۷           | ۵۴         | جزئی   | ۰.۶۱۰۱ | —                   | ۶۱°۴۲′جنوبی ۱۴۶°۴۲′غربی / ۶۱٫۷°جنوبی ۱۴۶٫۷°غربی | —                      |                 | [ ۱ ] |
| ۸ آوریل ۱۱۰۴    | ۰۰:۳۳:۲۲           | ۲۱         | حلقه‌ای | ۰.۹۳۱۹ | ۰۵ دقیقه و ۰۷ ثانیه | ۵۹°۳۰′جنوبی ۰°۵۴′غربی / ۵۹٫۵°جنوبی ۰٫۹°غربی     | —                      |                 | [ ۱ ] |
| ۲ اکتبر ۱۱۰۴    | ۰۱:۵۸:۰۷           | ۲۶         | کامل   | ۱.۰۳۷۹ | ۰۲ دقیقه و ۳۶ ثانیه | ۴۷°۱۲′شمالی ۶۰°۳۶′غربی / ۴۷٫۲°شمالی ۶۰٫۶°غربی   | ۲۲۴ کیلومتر (۱۳۹ مایل) |                 | [ ۱ ] |
| ۲۸ مارس ۱۱۰۳    | ۰۱:۴۴:۱۰           | ۳۱         | حلقه‌ای | ۰.۹۶۳۲ | ۰۳ دقیقه و ۵۲ ثانیه | ۱۳°۰۰′جنوبی ۸۴°۰۰′غربی / ۱۳٫۰°جنوبی ۸۴٫۰°غربی   | ۱۳۶ کیلومتر (۸۵ مایل)  |                 | [ ۱ ] |
| ۲۱ سپتامبر ۱۱۰۳ | ۱۵:۳۷:۵۸           | ۳۶         | مرکب   | ۱.۰۰۴۲ | ۰۰ دقیقه و ۲۳ ثانیه | ۱۲°۳۰′شمالی ۶۲°۲۴′شرقی / ۱۲٫۵°شمالی ۶۲٫۴°شرقی   | ۱۵ کیلومتر (۹٫۳ مایل)  |                 | [ ۱ ] |
| ۱۷ مارس ۱۱۰۲    | ۰۸:۵۷:۲۶           | ۴۱         | مرکب   | ۱.۰۱۰۸ | ۰۰ دقیقه و ۵۹ ثانیه | ۲۲°۳۰′شمالی ۱۴۵°۵۴′شرقی / ۲۲٫۵°شمالی ۱۴۵٫۹°شرقی | ۴۳ کیلومتر (۲۷ مایل)   |                 | [ ۱ ] |
| ۱۰ سپتامبر ۱۱۰۲ | ۲۲:۵۸:۳۸           | ۴۶         | حلقه‌ای | ۰.۹۵۰۴ | ۰۵ دقیقه و ۱۵ ثانیه | ۲۳°۰۶′جنوبی ۶۹°۰۰′غربی / ۲۳٫۱°جنوبی ۶۹٫۰°غربی   | ۲۲۱ کیلومتر (۱۳۷ مایل) |                 | [ ۱ ] |
| ۵ فوریه ۱۱۰۱    | ۱۴:۰۵:۴۷           | ۱۳         | جزئی   | ۰.۳۲۷۷ | —                   | ۶۲°۳۶′جنوبی ۱۴۲°۰۰′غربی / ۶۲٫۶°جنوبی ۱۴۲٫۰°غربی | —                      |                 | [ ۱ ] |
| ۵ مارس ۱۱۰۱     | ۲۲:۴۶:۳۵           | ۵۱         | جزئی   | ۰.۵۷۹۶ | —                   | ۶۱°۰۶′شمالی ۱۱۶°۱۸′غربی / ۶۱٫۱°شمالی ۱۱۶٫۳°غربی | —                      |                 | [ ۱ ] |
| ۲۹ اوت ۱۱۰۱     | ۲۳:۵۲:۲۶           | ۵۶         | جزئی   | ۰.۴۰۵۰ | —                   | ۶۱°۲۴′جنوبی ۱۲۹°۰۶′غربی / ۶۱٫۴°جنوبی ۱۲۹٫۱°غربی | —                      |                 | [ ۱ ] |